# Đại (nước)
Nước Đại (tiếng Trung: 代, bính âm: Dài) là một nhà nước của thị tộc Thác Bạt của người Tiên Ty tồn tại trong thời kỳ Ngũ Hồ thập lục quốc ở Trung Quốc. Quốc gia này tồn tại từ khoảng năm 310-315 tới năm 376, với kinh đô đặt tại Thịnh Lạc (盛樂) (ngày nay gần thành phố Hoắc Lâm Quách Lặc (Holingol, 和林格爾) thuộc Hô Hòa Hạo Đặc, Nội Mông Cổ). Nước Đại là tiền thân của triều đại Bắc Ngụy sau này.

## Lịch sử

### Bối cảnh
Thị tộc Thác Bạt nguyên là bộ lạc du mục người Tiên Ti tại Vân Trung (đông bắc huyện Thác Khắc Thác, Hô Hòa Hạo Đặc, Nội Mông Cổ). Năm Cam Lộ thứ ba (năm 258) thời Tào Mao, thủ lĩnh Sách Đầu bộ Tiên Ti là Thác Bạt Lực Vi (拓跋力微) dời đến Thịnh Lạc, tập hợp lực lượng và làm tù trưởng bộ lạc, nhưng khi ông chết thì bộ lạc tan rã. Năm Nguyên Khang thứ năm (năm 295) thời Tấn Huệ Đế, con Lực Vi là Thác Bạt Lộc Quan (拓跋禄官) thống nhất lại bộ lạc. Năm 295, Thác Bạt Lộc Quan đem quốc thổ phân làm ba bộ: ông cai quản Đông bộ, còn 2 cháu trai là Thác Bạt Y Đà thống trị Trung bộ, Thác Bạt Y Lư] thống trị Tây bộ. "Ngụy thư- tự kỷ" viết rằng từ thời Thác Bạt Lực Vi đến lúc đó, Sách Đồ bộ hòa hảo với Tây Tấn, vì thế "bách tính an định, tái súc sung túc, có hơn 40 vạn kị sĩ giương cung". Năm Vĩnh Gia thứ nhất (năm 307), Lộc Quan chết, năm sau Y Đà cũng qua đời. Do đó, Thác Bạt Y Lư (拓跋猗卢) dễ dàng thống nhất tam bộ lại như trước, có lực lượng kị binh trên 400.000 người.

### Thành lập
Tên gọi "Đại" bắt nguồn khi Thác Bạt Y Lư được nhà Tấn phong làm Đại Công (代公) vào năm 310 như là phần thưởng cho việc giúp đỡ Lưu Côn (劉琨), Thứ sử Tinh châu (并州), trong các cuộc chiến chống lại quốc gia của người Hung Nô là Hán Triệu. Vùng đất phong sau này được nâng từ Công quốc lên thành Vương quốc vào năm 315 khi Y Lư được phong vương.
Y Lư tỏ ra thiên vị người con trai út của mình là Thác Bạt Bỉ Diên (拓跋比延), điều này khiến người con trai lớn của ông là Thác Bạt Lục Tu (拓跋六脩) tức giận. Năm 316, sau khi Lục Tu từ chối tuân lệnh cha mình, Y Lư đã dẫn quân tấn công ông nhưng đã bị giết trong trận chiến. Nước Đại rơi vào tình trạng hỗn loạn, người dân nghi ngờ và giết lẫn nhau hoặc chạy trốn khỏi đất nước. Con trai của Thác Bạt Y Đà đồng thời là cháu trai của Y Lư, Thác Bạt Phổ Căn đã giết Lục Tu và tự xưng là Đại vương, nhưng ông không thể nhanh chóng giải quyết cuộc khủng hoảng.

### Giai đoạn bất ổn
Thác Bạt Phổ Căn qua đời ngay sau đó do bệnh tật. Vương vị được trao cho người con vừa mới sinh của ông nhưng cũng mất cùng năm 316. Do đó, các thủ lĩnh đã tôn anh họ của ông, Thác Bạt Úc Luật lên ngôi vua mới. Trong thời gian trị vì của mình, Úc Luật đã làm suy yếu thêm bộ lạc Thiết Phất (sau này lập ra nước Hạ và mở rộng lãnh thổ của mình bằng cách chinh phục vùng đất cũ của người Ô Tôn ở phía tây và phần phía tây của lãnh thổ của người Mạt Hạt ở phía đông. Tuy nhiên, vào năm 321, ông bị Duy thị, vợ của Thác Bạt Y Đà ám sát. Duy thị thu hồi quyền lực lại dòng dõi của mình từ khi con trai Phổ Căn mất. Bà đưa người con thứ là Thác Bạt Hạ Nhục lên ngôi.
Với tư cách là nhiếp chính, Duy thị đã chuyển nước Đại sang thần phục Hậu Triệu. Người dân sống trong giai đoạn đó gọi Đại là "Nữ quốc" (女國). Hạ Nhục bắt đầu nắm quyền vào năm 324 và dời đô đến Đông Mộc Căn sơn (東木根山; nay nằm phía tây nam của Hưng Hòa, Ulanqab, địa cấp thị Ulanqab, Nội Mông Cổ). Ông sớm qua đời vào năm 325 và được kế vị bởi em trai mình là Thác Bạt Hột Na. Năm 327, bị Hậu Triệu đe dọa, Hột Na lại dời đô đến Đại Ninh (大寧; thuộc Trương Gia Khẩu, Hà Bắc ngày nay). Trong suốt thời kỳ cai trị của mình, ngôi vị của Hột Na đã bị thách thức bởi Thác Bạt Ế Hòe, con trai của Thác Bạt Úc Luật. Ế Hòe trốn thoát và sống lưu vong khi Duy thị lật đổ Úc Luật và tiêu diệt gia tộc ông. Năm 329, Hột Na chạy trốn đến bộ tộc Ô Tôn sau khi các thủ lĩnh của nước Đại thay thế ông bằng Ế Hòe, nhưng năm 335, ông được chào đón trở lại và được phục chức khi Ế Hòe mất đi sự ủng hộ và phải chạy trốn đến Hậu Triệu. Năm 337, Thác Bạt Ế Hòe được Hậu Triệu bạo hộ đi đến kinh thành Đại Ninh của Đại, các thuộc hạ cũ của Thác Bạt Ế Hòe lần lượt quy phục, Thác Bạt Hột Na do vậy lại phải chạy đến Tiền Yên. Sau đó Thác Bạt Ế Hòe lại cho xây Thịnh Lạc (盛樂, nay thuộc Horinger, Nội Mông để làm thủ đô nhưng chưa được bao lâu thì qua đời năm 338.

### Kiến Quốc
Trước khi mất năm 338, Thác Bạt Ế Hòe ra lệnh cho các thủ lĩnh của mình chào đón em trai mình là Thác Bạt Thập Dực Kiền, người bị bắt làm con tin ở Hậu Triệu, và tôn ông lên Đại vuơng mới. Nhiều người trong số họ thích người em trai khác của ông là Thác Bạt Cô (拓跋孤). Thác Bạt Cô tuy vậy lại cự tuyệt và tự nguyện đến Hậu Triệu để làm con tim thay cho Thác Bạt thập Dực Kiền, Thiên vương Thạch Hổ của Hậu Triệu cảm kích trước điều này và đã cho cả hai hồi quốc. Vì vậy, khi Thác Bạt Thập Dực Kiền làm Đại vương ở Phồn Trĩ (繁畤; nay thuộc huyện Phồn Trì, Hãn Châu, Sơn Tây), và chia một nửa đất nước cho Thác Bạt Cô đồng cai trị.
Năm Hàm Khang thứ tư (năm 338) thời Tấn Thành Đế, Thác Bạt Thập Dực Kiền (拓跋什翼犍) kế nghiệp. Do ông đã từng là con tin nhiều năm tại kinh đô của Hậu Triệu tại Tương Quốc (nay là Hình Đài, Hà Bắc) nên đã chịu nhiều ảnh hưởng của người Hán và áp dụng các thể chế của họ vào công cuộc cai trị bộ lạc của mình. Năm Kiến Quốc thứ ba (năm 340), Thập Dực Kiền dời đô về lại Thịnh Lạc, kinh đô từ thời lập quốc của Thác Bạt thị. Thác Bạt Thập Dực Kiền là người có cả hai đức tính can đảm và khôn ngoan, do vậy sự nghiệp của tổ tiên dần dần được phục hưng, ông bắt đầu thiết lập hàng quan phẩm, phân biệt quản lý chính vụ, luật lệ đơn giản, dân chúng an cư lạc nghiệp. Ông đặt ra các chức quan, định luật lệ; vì thế Đại từ hình thức liên minh bộ lạc đã chuyển sang hình thức nhà nước. Lãnh thổ phía đông từ Uế Mạch (nay là bắc bộ bán đảo Triều Tiên), nam đến Âm Sơn, bắc giáp sa mạc. Năm Kiến Quốc thứ 39 (376), Tiền Tần tấn công nước Đại, lúc này con trai của Thác Bạt Cô là Thác Bạt Cân vì không thể kế thừa chức vụ của cha nên trong lòng oán giận, do đó đã lừa thứ trưởng tử của Thác Bạt Thập Dực Kiền là Thác Bạt Thật Quân giết chết huynh đệ, Thác Bạt Thật Quân do vậy đã giết hết huynh đệ cùng phụ thân. Tiền Tần nhân lúc nước Đại có loạn nên đã xuất quân đánh Đại. Thập Dực Kiền thua chạy, sau bị giết, nước Đại tan rã.
Năm 386, cháu Thập Dực Kiền là Thác Bạt Khuê tái lập nước Đại, cùng năm đổi tên thành Ngụy, sử gọi là Bắc Ngụy.

## Các vị vua

### Thủ lĩnh Sách Đầu bộ Tiên Ti
| Miếu hiệu       | Thụy hiệu      | Họ, tên                          | Trị vì                      | Niên hiệu |
| --------------- | -------------- | -------------------------------- | --------------------------- | --------- |
| Không có        | Thành Đế (成)  | Thác Bạt Mao (拓跋毛)            | Không rõ                    | Không     |
| Không có        | Tiết Đế (节)   | Thác Bạt Thải (拓跋貸)           | Không rõ                    | Không     |
| Không có        | Trang Đế (莊)  | Thác Bạt Quan (拓跋觀)           | Không rõ                    | Không     |
| Không có        | Minh Đế (明)   | Thác Bạt Lâu (拓跋樓)            | Không rõ                    | Không     |
| Không có        | An Đế (安)     | Thác Bạt Việt (拓跋越)           | Không rõ                    | Không     |
| Không có        | Tuyên Đế (宣)  | Thác Bạt Thôi Dần (拓跋推寅)     | Không rõ                    | Không     |
| Không có        | Cảnh Đế (景)   | Thác Bạt Lợi (拓跋利)            | Không rõ                    | Không     |
| Không có        | Nguyên Đế (元) | Thác Bạt Sĩ (拓跋俟)             | Không rõ                    | Không     |
| Không có        | Hòa Đế (和)    | Thác Bạt Tứ (拓跋肆)             | Không rõ                    | Không     |
| Không có        | Định Đế (定)   | Thác Bạt Cơ (拓跋機)             | Không rõ                    | Không     |
| Không có        | Hy Đế (僖)     | Thác Bạt Cái (拓跋蓋)            | Không rõ                    | Không     |
| Không có        | Uy Đế (威)     | Thác Bạt Quái (拓跋儈)           | Không rõ                    | Không     |
| Không có        | Hiến Đế (献)   | Thác Bạt Lân (拓跋鄰)            | Không rõ                    | Không     |
| Không có        | Thánh Vũ Đế    | Thác Bạt Cật Phần (拓跋詰汾)     | ?-220                       | Không     |
| Thuỷ Tổ (始祖)  | Thần Nguyên Đế | Thác Bạt Lực Vi (拓跋力微)       | 220-277                     | Không     |
| Không có        | Văn Đế         | Thác Bạc Sa Mạc Hãn (拓跋沙漠汗) | 277 (truy phong)            | Không     |
| Không có        | Chương Đế      | Thác Bạt Tất Lộc (拓跋悉鹿)      | 277-286                     | Không     |
| Không có        | Bình Đế        | Thác Bạt Xước (拓跋綽)           | 286-293                     | Không     |
| Không có        | Tư Đế          | Thác Bạt Phất (拓跋弗)           | 293-294                     | Không     |
| Sách Đầu tam bộ |                |                                  |                             |           |
| Không có        | Chiêu Đế       | Thác Bạt Lộc Quan (拓跋祿官)     | 294-307                     | Không     |
| Không có        | Hoàn Đế (煬)   | Thác Bạt Y Đà (拓拔猗㐌)         | 295-305                     | Không     |
| Thái Tổ (太祖)  | Mục Đế (穆)    | Thác Bạt Y Lư (拓跋猗盧)         | 295-307 (310-315: Đại công) | Không     |
| Tái thống nhất  |                |                                  |                             |           |
| Thái Tổ (太祖)  | Mục Đế (穆)    | Thác Bạt Y Lư (拓跋猗盧)         | 307-315 (310-315: Đại công) | Không     |

### Quân chủ nước Đại
| Miếu hiệu      | Thụy hiệu                 | Họ, tên                             | Trị vì           | Niên hiệu                  |
| -------------- | ------------------------- | ----------------------------------- | ---------------- | -------------------------- |
| Thái Tổ (太祖) | Đại Mục Đế (穆)           | Thác Bạt Y Lư (拓跋猗盧)            | 315-316          | Không                      |
| Không có       | Không có                  | Thác Bạt Phổ Căn (拓跋普根)         | (305-)316        | Không                      |
| Không có       | Không có                  | Thác Bạt Phổ Căn nhi tử             | 316              | Không                      |
| Không có       | Đại Bình Văn Đế (平文)    | Thác Bạt Úc Luật (拓跋鬱律)         | 316-321          | Không                      |
| Không có       | Đại Huệ Đế (惠)           | Thác Bạt Hạ Nhục (拓跋賀傉)         | 321-325          | Không                      |
| Không có       | Đại Dương Đế (煬)         | Thác Bạt Hột Na (拓跋紇那)          | 325-329, 335-337 | Không                      |
| Không có       | Đại Liệt Đế (烈)          | Thác Bạt Ế Hòe (拓跋翳槐)           | 329-335, 337     | Không                      |
| Cao Tổ (高祖)  | Đại Chiêu Thành Đế (昭成) | Thác Bạt Thập Dực Kiền (拓跋什翼犍) | 338-376          | Kiến Quốc (建國) 338 - 376 |

## Thế phả
|                                                 |                                                 |                                                 |                                                 |                                                 |                                                 |                             |                             |                                               |                                               |                                               |                                               |                                               |                                               |  |  |                                                  |                                                  |                                                  |                                                  |                                                  |                                                  |  |  |                                              |                                              |                                              |                                              |                                              |                                              |  |  |                                                    |                                                    |                                                    |                                                    |                                                    |                                                    |  |  |                                                             |                                                             |                                                             |                                                             |                                                             |                                                             |  |  | Thác Bạt Sách Đầu bộ                             | Thác Bạt Sách Đầu bộ                             | Thác Bạt Sách Đầu bộ                             | Thác Bạt Sách Đầu bộ                             | Thác Bạt Sách Đầu bộ                             | Thác Bạt Sách Đầu bộ                             |  |  |                                                     |                                                     |                                                     |                                                     |                                                     |                                                     |                                               |                                               | Thời kỳ tam phân                              | Thời kỳ tam phân                              | Thời kỳ tam phân                           | Thời kỳ tam phân                           | Thời kỳ tam phân                           | Thời kỳ tam phân                           |  |  |                                                  |                                                  |                                                  |                                                  |                                                  |                                                  |  |  |  |  |  |  |  |  |  |  |  |  |  |  |  |  |  |  |  |  |
|                                                 |                                                 |                                                 |                                                 |                                                 |                                                 |                             |                             |                                               |                                               |                                               |                                               |                                               |                                               |  |  |                                                  |                                                  |                                                  |                                                  |                                                  |                                                  |  |  |                                              |                                              |                                              |                                              |                                              |                                              |  |  |                                                    |                                                    |                                                    |                                                    |                                                    |                                                    |  |  |                                                             |                                                             |                                                             |                                                             |                                                             |                                                             |  |  | Thác Bạt Sách Đầu bộ                             | Thác Bạt Sách Đầu bộ                             | Thác Bạt Sách Đầu bộ                             | Thác Bạt Sách Đầu bộ                             | Thác Bạt Sách Đầu bộ                             | Thác Bạt Sách Đầu bộ                             |  |  | Đại                                                 |                                                     |                                                     |                                                     |                                                     |                                                     |                                               |                                               | Thời kỳ tam phân                              | Thời kỳ tam phân                              | Thời kỳ tam phân                           | Thời kỳ tam phân                           | Thời kỳ tam phân                           | Thời kỳ tam phân                           |  |  |                                                  |                                                  |                                                  |                                                  |                                                  |                                                  |  |  |  |  |  |  |  |  |  |  |  |  |  |  |  |  |  |  |  |  |
|                                                 |                                                 |                                                 |                                                 |                                                 |                                                 |                             |                             |                                               |                                               |                                               |                                               |                                               |                                               |  |  |                                                  |                                                  |                                                  |                                                  |                                                  |                                                  |  |  |                                              |                                              |                                              |                                              |                                              |                                              |  |  |                                                    |                                                    |                                                    |                                                    |                                                    |                                                    |  |  |                                                             |                                                             |                                                             |                                                             |                                                             |                                                             |  |  | Nam Lương                                        |                                                  |                                                  |                                                  |                                                  |                                                  |  |  |                                                     |                                                     |                                                     |                                                     |                                                     |                                                     |                                               |                                               |                                               |                                               |                                            |                                            |                                            |                                            |  |  |                                                  |                                                  |                                                  |                                                  |                                                  |                                                  |  |  |  |  |  |  |  |  |  |  |  |  |  |  |  |  |  |  |  |  |
|                                                 |                                                 |                                                 |                                                 |                                                 |                                                 |                             |                             |                                               |                                               |                                               |                                               |                                               |                                               |  |  |                                                  |                                                  |                                                  |                                                  |                                                  |                                                  |  |  |                                              |                                              |                                              |                                              |                                              |                                              |  |  |                                                    |                                                    |                                                    |                                                    |                                                    |                                                    |  |  |                                                             |                                                             |                                                             |                                                             |                                                             |                                                             |  |  |                                                  |                                                  |                                                  |                                                  |                                                  |                                                  |  |  | Bắc Ngụy                                            |                                                     |                                                     |                                                     |                                                     |                                                     |                                               |                                               |                                               |                                               |                                            |                                            |                                            |                                            |  |  |                                                  |                                                  |                                                  |                                                  |                                                  |                                                  |  |  |  |  |  |  |  |  |  |  |  |  |  |  |  |  |  |  |  |  |
|                                                 |                                                 |                                                 |                                                 |                                                 |                                                 |                             |                             |                                               |                                               |                                               |                                               |                                               |                                               |  |  |                                                  |                                                  |                                                  |                                                  |                                                  |                                                  |  |  |                                              |                                              |                                              |                                              |                                              |                                              |  |  |                                                    |                                                    |                                                    |                                                    |                                                    |                                                    |  |  |                                                             |                                                             |                                                             |                                                             |                                                             |                                                             |  |  | Đông Ngụy                                        |                                                  |                                                  |                                                  |                                                  |                                                  |  |  |                                                     |                                                     |                                                     |                                                     |                                                     |                                                     |                                               |                                               |                                               |                                               |                                            |                                            |                                            |                                            |  |  |                                                  |                                                  |                                                  |                                                  |                                                  |                                                  |  |  |  |  |  |  |  |  |  |  |  |  |  |  |  |  |  |  |  |  |
|                                                 |                                                 |                                                 |                                                 |                                                 |                                                 |                             |                             |                                               |                                               |                                               |                                               |                                               |                                               |  |  |                                                  |                                                  |                                                  |                                                  |                                                  |                                                  |  |  |                                              |                                              |                                              |                                              |                                              |                                              |  |  |                                                    |                                                    |                                                    |                                                    |                                                    |                                                    |  |  |                                                             |                                                             |                                                             |                                                             |                                                             |                                                             |  |  |                                                  |                                                  |                                                  |                                                  |                                                  |                                                  |  |  | Tây Ngụy                                            |                                                     |                                                     |                                                     |                                                     |                                                     |                                               |                                               |                                               |                                               |                                            |                                            |                                            |                                            |  |  |                                                  |                                                  |                                                  |                                                  |                                                  |                                                  |  |  |  |  |  |  |  |  |  |  |  |  |  |  |  |  |  |  |  |  |
|                                                 |                                                 |                                                 |                                                 |                                                 |                                                 |                             |                             |                                               |                                               |                                               |                                               |                                               |                                               |  |  |                                                  |                                                  |                                                  |                                                  |                                                  |                                                  |  |  |                                              |                                              |                                              |                                              |                                              |                                              |  |  |                                                    |                                                    |                                                    |                                                    |                                                    |                                                    |  |  |                                                             |                                                             |                                                             |                                                             |                                                             |                                                             |  |  |                                                  |                                                  | nhận nuôi                                        |                                                  |                                                  |                                                  |  |  |                                                     |                                                     |                                                     |                                                     |                                                     |                                                     |                                               |                                               |                                               |                                               |                                            |                                            |                                            |                                            |  |  |                                                  |                                                  |                                                  |                                                  |                                                  |                                                  |  |  |  |  |  |  |  |  |  |  |  |  |  |  |  |  |  |  |  |  |
|                                                 |                                                 |                                                 |                                                 |                                                 |                                                 |                             |                             |                                               |                                               |                                               |                                               |                                               |                                               |  |  |                                                  |                                                  |                                                  |                                                  |                                                  |                                                  |  |  |                                              |                                              |                                              |                                              |                                              |                                              |  |  | Thành Đế Thác Bạt Mao                              |                                                    |                                                    |                                                    |                                                    |                                                    |  |  |                                                             |                                                             |                                                             |                                                             |                                                             |                                                             |  |  |                                                  |                                                  |                                                  |                                                  |                                                  |                                                  |  |  |                                                     |                                                     |                                                     |                                                     |                                                     |                                                     |                                               |                                               |                                               |                                               |                                            |                                            |                                            |                                            |  |  |                                                  |                                                  |                                                  |                                                  |                                                  |                                                  |  |  |  |  |  |  |  |  |  |  |  |  |  |  |  |  |  |  |  |  |
|                                                 |                                                 |                                                 |                                                 |                                                 |                                                 |                             |                             |                                               |                                               |                                               |                                               |                                               |                                               |  |  |                                                  |                                                  |                                                  |                                                  |                                                  |                                                  |  |  |                                              |                                              |                                              |                                              |                                              |                                              |  |  |                                                    |                                                    |                                                    |                                                    |                                                    |                                                    |  |  |                                                             |                                                             |                                                             |                                                             |                                                             |                                                             |  |  |                                                  |                                                  |                                                  |                                                  |                                                  |                                                  |  |  |                                                     |                                                     |                                                     |                                                     |                                                     |                                                     |                                               |                                               |                                               |                                               |                                            |                                            |                                            |                                            |  |  |                                                  |                                                  |                                                  |                                                  |                                                  |                                                  |  |  |  |  |  |  |  |  |  |  |  |  |  |  |  |  |  |  |  |  |
|                                                 |                                                 |                                                 |                                                 |                                                 |                                                 |                             |                             |                                               |                                               |                                               |                                               |                                               |                                               |  |  |                                                  |                                                  |                                                  |                                                  |                                                  |                                                  |  |  |                                              |                                              |                                              |                                              |                                              |                                              |  |  | Tiết Đế Thác Bạt Thải                              |                                                    |                                                    |                                                    |                                                    |                                                    |  |  |                                                             |                                                             |                                                             |                                                             |                                                             |                                                             |  |  |                                                  |                                                  |                                                  |                                                  |                                                  |                                                  |  |  |                                                     |                                                     |                                                     |                                                     |                                                     |                                                     |                                               |                                               |                                               |                                               |                                            |                                            |                                            |                                            |  |  |                                                  |                                                  |                                                  |                                                  |                                                  |                                                  |  |  |  |  |  |  |  |  |  |  |  |  |  |  |  |  |  |  |  |  |
|                                                 |                                                 |                                                 |                                                 |                                                 |                                                 |                             |                             |                                               |                                               |                                               |                                               |                                               |                                               |  |  |                                                  |                                                  |                                                  |                                                  |                                                  |                                                  |  |  |                                              |                                              |                                              |                                              |                                              |                                              |  |  |                                                    |                                                    |                                                    |                                                    |                                                    |                                                    |  |  |                                                             |                                                             |                                                             |                                                             |                                                             |                                                             |  |  |                                                  |                                                  |                                                  |                                                  |                                                  |                                                  |  |  |                                                     |                                                     |                                                     |                                                     |                                                     |                                                     |                                               |                                               |                                               |                                               |                                            |                                            |                                            |                                            |  |  |                                                  |                                                  |                                                  |                                                  |                                                  |                                                  |  |  |  |  |  |  |  |  |  |  |  |  |  |  |  |  |  |  |  |  |
|                                                 |                                                 |                                                 |                                                 |                                                 |                                                 |                             |                             |                                               |                                               |                                               |                                               |                                               |                                               |  |  |                                                  |                                                  |                                                  |                                                  |                                                  |                                                  |  |  |                                              |                                              |                                              |                                              |                                              |                                              |  |  | Trang Đế Thác Bạt Quan                             |                                                    |                                                    |                                                    |                                                    |                                                    |  |  |                                                             |                                                             |                                                             |                                                             |                                                             |                                                             |  |  |                                                  |                                                  |                                                  |                                                  |                                                  |                                                  |  |  |                                                     |                                                     |                                                     |                                                     |                                                     |                                                     |                                               |                                               |                                               |                                               |                                            |                                            |                                            |                                            |  |  |                                                  |                                                  |                                                  |                                                  |                                                  |                                                  |  |  |  |  |  |  |  |  |  |  |  |  |  |  |  |  |  |  |  |  |
|                                                 |                                                 |                                                 |                                                 |                                                 |                                                 |                             |                             |                                               |                                               |                                               |                                               |                                               |                                               |  |  |                                                  |                                                  |                                                  |                                                  |                                                  |                                                  |  |  |                                              |                                              |                                              |                                              |                                              |                                              |  |  |                                                    |                                                    |                                                    |                                                    |                                                    |                                                    |  |  |                                                             |                                                             |                                                             |                                                             |                                                             |                                                             |  |  |                                                  |                                                  |                                                  |                                                  |                                                  |                                                  |  |  |                                                     |                                                     |                                                     |                                                     |                                                     |                                                     |                                               |                                               |                                               |                                               |                                            |                                            |                                            |                                            |  |  |                                                  |                                                  |                                                  |                                                  |                                                  |                                                  |  |  |  |  |  |  |  |  |  |  |  |  |  |  |  |  |  |  |  |  |
|                                                 |                                                 |                                                 |                                                 |                                                 |                                                 |                             |                             |                                               |                                               |                                               |                                               |                                               |                                               |  |  |                                                  |                                                  |                                                  |                                                  |                                                  |                                                  |  |  |                                              |                                              |                                              |                                              |                                              |                                              |  |  | Minh Đế Thác Bạt Lâu                               |                                                    |                                                    |                                                    |                                                    |                                                    |  |  |                                                             |                                                             |                                                             |                                                             |                                                             |                                                             |  |  |                                                  |                                                  |                                                  |                                                  |                                                  |                                                  |  |  |                                                     |                                                     |                                                     |                                                     |                                                     |                                                     |                                               |                                               |                                               |                                               |                                            |                                            |                                            |                                            |  |  |                                                  |                                                  |                                                  |                                                  |                                                  |                                                  |  |  |  |  |  |  |  |  |  |  |  |  |  |  |  |  |  |  |  |  |
|                                                 |                                                 |                                                 |                                                 |                                                 |                                                 |                             |                             |                                               |                                               |                                               |                                               |                                               |                                               |  |  |                                                  |                                                  |                                                  |                                                  |                                                  |                                                  |  |  |                                              |                                              |                                              |                                              |                                              |                                              |  |  |                                                    |                                                    |                                                    |                                                    |                                                    |                                                    |  |  |                                                             |                                                             |                                                             |                                                             |                                                             |                                                             |  |  |                                                  |                                                  |                                                  |                                                  |                                                  |                                                  |  |  |                                                     |                                                     |                                                     |                                                     |                                                     |                                                     |                                               |                                               |                                               |                                               |                                            |                                            |                                            |                                            |  |  |                                                  |                                                  |                                                  |                                                  |                                                  |                                                  |  |  |  |  |  |  |  |  |  |  |  |  |  |  |  |  |  |  |  |  |
|                                                 |                                                 |                                                 |                                                 |                                                 |                                                 |                             |                             |                                               |                                               |                                               |                                               |                                               |                                               |  |  |                                                  |                                                  |                                                  |                                                  |                                                  |                                                  |  |  |                                              |                                              |                                              |                                              |                                              |                                              |  |  | An Đế Thác Bạt Việt                                |                                                    |                                                    |                                                    |                                                    |                                                    |  |  |                                                             |                                                             |                                                             |                                                             |                                                             |                                                             |  |  |                                                  |                                                  |                                                  |                                                  |                                                  |                                                  |  |  |                                                     |                                                     |                                                     |                                                     |                                                     |                                                     |                                               |                                               |                                               |                                               |                                            |                                            |                                            |                                            |  |  |                                                  |                                                  |                                                  |                                                  |                                                  |                                                  |  |  |  |  |  |  |  |  |  |  |  |  |  |  |  |  |  |  |  |  |
|                                                 |                                                 |                                                 |                                                 |                                                 |                                                 |                             |                             |                                               |                                               |                                               |                                               |                                               |                                               |  |  |                                                  |                                                  |                                                  |                                                  |                                                  |                                                  |  |  |                                              |                                              |                                              |                                              |                                              |                                              |  |  |                                                    |                                                    |                                                    |                                                    |                                                    |                                                    |  |  |                                                             |                                                             |                                                             |                                                             |                                                             |                                                             |  |  |                                                  |                                                  |                                                  |                                                  |                                                  |                                                  |  |  |                                                     |                                                     |                                                     |                                                     |                                                     |                                                     |                                               |                                               |                                               |                                               |                                            |                                            |                                            |                                            |  |  |                                                  |                                                  |                                                  |                                                  |                                                  |                                                  |  |  |  |  |  |  |  |  |  |  |  |  |  |  |  |  |  |  |  |  |
|                                                 |                                                 |                                                 |                                                 |                                                 |                                                 |                             |                             |                                               |                                               |                                               |                                               |                                               |                                               |  |  |                                                  |                                                  |                                                  |                                                  |                                                  |                                                  |  |  |                                              |                                              |                                              |                                              |                                              |                                              |  |  | Tuyên Đế Thác Bạt Thôi Dần                         |                                                    |                                                    |                                                    |                                                    |                                                    |  |  |                                                             |                                                             |                                                             |                                                             |                                                             |                                                             |  |  |                                                  |                                                  |                                                  |                                                  |                                                  |                                                  |  |  |                                                     |                                                     |                                                     |                                                     |                                                     |                                                     |                                               |                                               |                                               |                                               |                                            |                                            |                                            |                                            |  |  |                                                  |                                                  |                                                  |                                                  |                                                  |                                                  |  |  |  |  |  |  |  |  |  |  |  |  |  |  |  |  |  |  |  |  |
|                                                 |                                                 |                                                 |                                                 |                                                 |                                                 |                             |                             |                                               |                                               |                                               |                                               |                                               |                                               |  |  |                                                  |                                                  |                                                  |                                                  |                                                  |                                                  |  |  |                                              |                                              |                                              |                                              |                                              |                                              |  |  |                                                    |                                                    |                                                    |                                                    |                                                    |                                                    |  |  |                                                             |                                                             |                                                             |                                                             |                                                             |                                                             |  |  |                                                  |                                                  |                                                  |                                                  |                                                  |                                                  |  |  |                                                     |                                                     |                                                     |                                                     |                                                     |                                                     |                                               |                                               |                                               |                                               |                                            |                                            |                                            |                                            |  |  |                                                  |                                                  |                                                  |                                                  |                                                  |                                                  |  |  |  |  |  |  |  |  |  |  |  |  |  |  |  |  |  |  |  |  |
|                                                 |                                                 |                                                 |                                                 |                                                 |                                                 |                             |                             |                                               |                                               |                                               |                                               |                                               |                                               |  |  |                                                  |                                                  |                                                  |                                                  |                                                  |                                                  |  |  |                                              |                                              |                                              |                                              |                                              |                                              |  |  | Cảnh Đế Thác Bạt Lợi                               |                                                    |                                                    |                                                    |                                                    |                                                    |  |  |                                                             |                                                             |                                                             |                                                             |                                                             |                                                             |  |  |                                                  |                                                  |                                                  |                                                  |                                                  |                                                  |  |  |                                                     |                                                     |                                                     |                                                     |                                                     |                                                     |                                               |                                               |                                               |                                               |                                            |                                            |                                            |                                            |  |  |                                                  |                                                  |                                                  |                                                  |                                                  |                                                  |  |  |  |  |  |  |  |  |  |  |  |  |  |  |  |  |  |  |  |  |
|                                                 |                                                 |                                                 |                                                 |                                                 |                                                 |                             |                             |                                               |                                               |                                               |                                               |                                               |                                               |  |  |                                                  |                                                  |                                                  |                                                  |                                                  |                                                  |  |  |                                              |                                              |                                              |                                              |                                              |                                              |  |  |                                                    |                                                    |                                                    |                                                    |                                                    |                                                    |  |  |                                                             |                                                             |                                                             |                                                             |                                                             |                                                             |  |  |                                                  |                                                  |                                                  |                                                  |                                                  |                                                  |  |  |                                                     |                                                     |                                                     |                                                     |                                                     |                                                     |                                               |                                               |                                               |                                               |                                            |                                            |                                            |                                            |  |  |                                                  |                                                  |                                                  |                                                  |                                                  |                                                  |  |  |  |  |  |  |  |  |  |  |  |  |  |  |  |  |  |  |  |  |
|                                                 |                                                 |                                                 |                                                 |                                                 |                                                 |                             |                             |                                               |                                               |                                               |                                               |                                               |                                               |  |  |                                                  |                                                  |                                                  |                                                  |                                                  |                                                  |  |  |                                              |                                              |                                              |                                              |                                              |                                              |  |  | Nguyên Đế Thác Bạt Sĩ                              |                                                    |                                                    |                                                    |                                                    |                                                    |  |  |                                                             |                                                             |                                                             |                                                             |                                                             |                                                             |  |  |                                                  |                                                  |                                                  |                                                  |                                                  |                                                  |  |  |                                                     |                                                     |                                                     |                                                     |                                                     |                                                     |                                               |                                               |                                               |                                               |                                            |                                            |                                            |                                            |  |  |                                                  |                                                  |                                                  |                                                  |                                                  |                                                  |  |  |  |  |  |  |  |  |  |  |  |  |  |  |  |  |  |  |  |  |
|                                                 |                                                 |                                                 |                                                 |                                                 |                                                 |                             |                             |                                               |                                               |                                               |                                               |                                               |                                               |  |  |                                                  |                                                  |                                                  |                                                  |                                                  |                                                  |  |  |                                              |                                              |                                              |                                              |                                              |                                              |  |  |                                                    |                                                    |                                                    |                                                    |                                                    |                                                    |  |  |                                                             |                                                             |                                                             |                                                             |                                                             |                                                             |  |  |                                                  |                                                  |                                                  |                                                  |                                                  |                                                  |  |  |                                                     |                                                     |                                                     |                                                     |                                                     |                                                     |                                               |                                               |                                               |                                               |                                            |                                            |                                            |                                            |  |  |                                                  |                                                  |                                                  |                                                  |                                                  |                                                  |  |  |  |  |  |  |  |  |  |  |  |  |  |  |  |  |  |  |  |  |
|                                                 |                                                 |                                                 |                                                 |                                                 |                                                 |                             |                             |                                               |                                               |                                               |                                               |                                               |                                               |  |  |                                                  |                                                  |                                                  |                                                  |                                                  |                                                  |  |  |                                              |                                              |                                              |                                              |                                              |                                              |  |  | Hòa Đế Thác Bạt Tứ                                 |                                                    |                                                    |                                                    |                                                    |                                                    |  |  |                                                             |                                                             |                                                             |                                                             |                                                             |                                                             |  |  |                                                  |                                                  |                                                  |                                                  |                                                  |                                                  |  |  |                                                     |                                                     |                                                     |                                                     |                                                     |                                                     |                                               |                                               |                                               |                                               |                                            |                                            |                                            |                                            |  |  |                                                  |                                                  |                                                  |                                                  |                                                  |                                                  |  |  |  |  |  |  |  |  |  |  |  |  |  |  |  |  |  |  |  |  |
|                                                 |                                                 |                                                 |                                                 |                                                 |                                                 |                             |                             |                                               |                                               |                                               |                                               |                                               |                                               |  |  |                                                  |                                                  |                                                  |                                                  |                                                  |                                                  |  |  |                                              |                                              |                                              |                                              |                                              |                                              |  |  |                                                    |                                                    |                                                    |                                                    |                                                    |                                                    |  |  |                                                             |                                                             |                                                             |                                                             |                                                             |                                                             |  |  |                                                  |                                                  |                                                  |                                                  |                                                  |                                                  |  |  |                                                     |                                                     |                                                     |                                                     |                                                     |                                                     |                                               |                                               |                                               |                                               |                                            |                                            |                                            |                                            |  |  |                                                  |                                                  |                                                  |                                                  |                                                  |                                                  |  |  |  |  |  |  |  |  |  |  |  |  |  |  |  |  |  |  |  |  |
|                                                 |                                                 |                                                 |                                                 |                                                 |                                                 |                             |                             |                                               |                                               |                                               |                                               |                                               |                                               |  |  |                                                  |                                                  |                                                  |                                                  |                                                  |                                                  |  |  |                                              |                                              |                                              |                                              |                                              |                                              |  |  | Định Đế Thác Bạt Cơ                                |                                                    |                                                    |                                                    |                                                    |                                                    |  |  |                                                             |                                                             |                                                             |                                                             |                                                             |                                                             |  |  |                                                  |                                                  |                                                  |                                                  |                                                  |                                                  |  |  |                                                     |                                                     |                                                     |                                                     |                                                     |                                                     |                                               |                                               |                                               |                                               |                                            |                                            |                                            |                                            |  |  |                                                  |                                                  |                                                  |                                                  |                                                  |                                                  |  |  |  |  |  |  |  |  |  |  |  |  |  |  |  |  |  |  |  |  |
|                                                 |                                                 |                                                 |                                                 |                                                 |                                                 |                             |                             |                                               |                                               |                                               |                                               |                                               |                                               |  |  |                                                  |                                                  |                                                  |                                                  |                                                  |                                                  |  |  |                                              |                                              |                                              |                                              |                                              |                                              |  |  |                                                    |                                                    |                                                    |                                                    |                                                    |                                                    |  |  |                                                             |                                                             |                                                             |                                                             |                                                             |                                                             |  |  |                                                  |                                                  |                                                  |                                                  |                                                  |                                                  |  |  |                                                     |                                                     |                                                     |                                                     |                                                     |                                                     |                                               |                                               |                                               |                                               |                                            |                                            |                                            |                                            |  |  |                                                  |                                                  |                                                  |                                                  |                                                  |                                                  |  |  |  |  |  |  |  |  |  |  |  |  |  |  |  |  |  |  |  |  |
|                                                 |                                                 |                                                 |                                                 |                                                 |                                                 |                             |                             |                                               |                                               |                                               |                                               |                                               |                                               |  |  |                                                  |                                                  |                                                  |                                                  |                                                  |                                                  |  |  |                                              |                                              |                                              |                                              |                                              |                                              |  |  | Hy Đế Thác Bạt Cái                                 |                                                    |                                                    |                                                    |                                                    |                                                    |  |  |                                                             |                                                             |                                                             |                                                             |                                                             |                                                             |  |  |                                                  |                                                  |                                                  |                                                  |                                                  |                                                  |  |  |                                                     |                                                     |                                                     |                                                     |                                                     |                                                     |                                               |                                               |                                               |                                               |                                            |                                            |                                            |                                            |  |  |                                                  |                                                  |                                                  |                                                  |                                                  |                                                  |  |  |  |  |  |  |  |  |  |  |  |  |  |  |  |  |  |  |  |  |
|                                                 |                                                 |                                                 |                                                 |                                                 |                                                 |                             |                             |                                               |                                               |                                               |                                               |                                               |                                               |  |  |                                                  |                                                  |                                                  |                                                  |                                                  |                                                  |  |  |                                              |                                              |                                              |                                              |                                              |                                              |  |  |                                                    |                                                    |                                                    |                                                    |                                                    |                                                    |  |  |                                                             |                                                             |                                                             |                                                             |                                                             |                                                             |  |  |                                                  |                                                  |                                                  |                                                  |                                                  |                                                  |  |  |                                                     |                                                     |                                                     |                                                     |                                                     |                                                     |                                               |                                               |                                               |                                               |                                            |                                            |                                            |                                            |  |  |                                                  |                                                  |                                                  |                                                  |                                                  |                                                  |  |  |  |  |  |  |  |  |  |  |  |  |  |  |  |  |  |  |  |  |
|                                                 |                                                 |                                                 |                                                 |                                                 |                                                 |                             |                             |                                               |                                               |                                               |                                               |                                               |                                               |  |  |                                                  |                                                  |                                                  |                                                  |                                                  |                                                  |  |  |                                              |                                              |                                              |                                              |                                              |                                              |  |  | Uy Đế Thác Bạt Quái                                |                                                    |                                                    |                                                    |                                                    |                                                    |  |  |                                                             |                                                             |                                                             |                                                             |                                                             |                                                             |  |  |                                                  |                                                  |                                                  |                                                  |                                                  |                                                  |  |  |                                                     |                                                     |                                                     |                                                     |                                                     |                                                     |                                               |                                               |                                               |                                               |                                            |                                            |                                            |                                            |  |  |                                                  |                                                  |                                                  |                                                  |                                                  |                                                  |  |  |  |  |  |  |  |  |  |  |  |  |  |  |  |  |  |  |  |  |
|                                                 |                                                 |                                                 |                                                 |                                                 |                                                 |                             |                             |                                               |                                               |                                               |                                               |                                               |                                               |  |  |                                                  |                                                  |                                                  |                                                  |                                                  |                                                  |  |  |                                              |                                              |                                              |                                              |                                              |                                              |  |  |                                                    |                                                    |                                                    |                                                    |                                                    |                                                    |  |  |                                                             |                                                             |                                                             |                                                             |                                                             |                                                             |  |  |                                                  |                                                  |                                                  |                                                  |                                                  |                                                  |  |  |                                                     |                                                     |                                                     |                                                     |                                                     |                                                     |                                               |                                               |                                               |                                               |                                            |                                            |                                            |                                            |  |  |                                                  |                                                  |                                                  |                                                  |                                                  |                                                  |  |  |  |  |  |  |  |  |  |  |  |  |  |  |  |  |  |  |  |  |
|                                                 |                                                 |                                                 |                                                 |                                                 |                                                 |                             |                             |                                               |                                               |                                               |                                               |                                               |                                               |  |  |                                                  |                                                  |                                                  |                                                  |                                                  |                                                  |  |  |                                              |                                              |                                              |                                              |                                              |                                              |  |  | Hiến Đế Thác Bạt Lân                               |                                                    |                                                    |                                                    |                                                    |                                                    |  |  |                                                             |                                                             |                                                             |                                                             |                                                             |                                                             |  |  |                                                  |                                                  |                                                  |                                                  |                                                  |                                                  |  |  |                                                     |                                                     |                                                     |                                                     |                                                     |                                                     |                                               |                                               |                                               |                                               |                                            |                                            |                                            |                                            |  |  |                                                  |                                                  |                                                  |                                                  |                                                  |                                                  |  |  |  |  |  |  |  |  |  |  |  |  |  |  |  |  |  |  |  |  |
|                                                 |                                                 |                                                 |                                                 |                                                 |                                                 |                             |                             |                                               |                                               |                                               |                                               |                                               |                                               |  |  |                                                  |                                                  |                                                  |                                                  |                                                  |                                                  |  |  |                                              |                                              |                                              |                                              |                                              |                                              |  |  |                                                    |                                                    |                                                    |                                                    |                                                    |                                                    |  |  |                                                             |                                                             |                                                             |                                                             |                                                             |                                                             |  |  |                                                  |                                                  |                                                  |                                                  |                                                  |                                                  |  |  |                                                     |                                                     |                                                     |                                                     |                                                     |                                                     |                                               |                                               |                                               |                                               |                                            |                                            |                                            |                                            |  |  |                                                  |                                                  |                                                  |                                                  |                                                  |                                                  |  |  |  |  |  |  |  |  |  |  |  |  |  |  |  |  |  |  |  |  |
|                                                 |                                                 |                                                 |                                                 |                                                 |                                                 |                             |                             |                                               |                                               |                                               |                                               |                                               |                                               |  |  |                                                  |                                                  |                                                  |                                                  |                                                  |                                                  |  |  |                                              |                                              |                                              |                                              |                                              |                                              |  |  | Thánh Vũ Đế Thác Bạt Cật Phần ?-220                |                                                    |                                                    |                                                    |                                                    |                                                    |  |  |                                                             |                                                             |                                                             |                                                             |                                                             |                                                             |  |  |                                                  |                                                  |                                                  |                                                  |                                                  |                                                  |  |  |                                                     |                                                     |                                                     |                                                     |                                                     |                                                     |                                               |                                               |                                               |                                               |                                            |                                            |                                            |                                            |  |  |                                                  |                                                  |                                                  |                                                  |                                                  |                                                  |  |  |  |  |  |  |  |  |  |  |  |  |  |  |  |  |  |  |  |  |
|                                                 |                                                 |                                                 |                                                 |                                                 |                                                 |                             |                             |                                               |                                               |                                               |                                               |                                               |                                               |  |  |                                                  |                                                  |                                                  |                                                  |                                                  |                                                  |  |  |                                              |                                              |                                              |                                              |                                              |                                              |  |  |                                                    |                                                    |                                                    |                                                    |                                                    |                                                    |  |  |                                                             |                                                             |                                                             |                                                             |                                                             |                                                             |  |  |                                                  |                                                  |                                                  |                                                  |                                                  |                                                  |  |  |                                                     |                                                     |                                                     |                                                     |                                                     |                                                     |                                               |                                               |                                               |                                               |                                            |                                            |                                            |                                            |  |  |                                                  |                                                  |                                                  |                                                  |                                                  |                                                  |  |  |  |  |  |  |  |  |  |  |  |  |  |  |  |  |  |  |  |  |
|                                                 |                                                 |                                                 |                                                 |                                                 |                                                 |                             |                             |                                               |                                               |                                               |                                               |                                               |                                               |  |  |                                                  |                                                  |                                                  |                                                  |                                                  |                                                  |  |  |                                              |                                              |                                              |                                              |                                              |                                              |  |  |                                                    |                                                    |                                                    |                                                    |                                                    |                                                    |  |  |                                                             |                                                             |                                                             |                                                             |                                                             |                                                             |  |  |                                                  |                                                  |                                                  |                                                  |                                                  |                                                  |  |  |                                                     |                                                     |                                                     |                                                     |                                                     |                                                     |                                               |                                               |                                               |                                               |                                            |                                            |                                            |                                            |  |  |                                                  |                                                  |                                                  |                                                  |                                                  |                                                  |  |  |  |  |  |  |  |  |  |  |  |  |  |  |  |  |  |  |  |  |
| Hà Tây Tiên Ti                                  | Hà Tây Tiên Ti                                  | Hà Tây Tiên Ti                                  | Hà Tây Tiên Ti                                  | Hà Tây Tiên Ti                                  | Hà Tây Tiên Ti                                  |                             |                             |                                               |                                               |                                               |                                               |                                               |                                               |  |  |                                                  |                                                  |                                                  |                                                  |                                                  |                                                  |  |  |                                              |                                              |                                              |                                              |                                              |                                              |  |  |                                                    |                                                    |                                                    |                                                    |                                                    |                                                    |  |  |                                                             |                                                             |                                                             |                                                             |                                                             |                                                             |  |  | Sách Đầu bộ Tiên Ti                              | Sách Đầu bộ Tiên Ti                              | Sách Đầu bộ Tiên Ti                              | Sách Đầu bộ Tiên Ti                              | Sách Đầu bộ Tiên Ti                              | Sách Đầu bộ Tiên Ti                              |  |  |                                                     |                                                     |                                                     |                                                     |                                                     |                                                     |                                               |                                               |                                               |                                               |                                            |                                            |                                            |                                            |  |  |                                                  |                                                  |                                                  |                                                  |                                                  |                                                  |  |  |  |  |  |  |  |  |  |  |  |  |  |  |  |  |  |  |  |  |
| Hà Tây Tiên Ti                                  | Hà Tây Tiên Ti                                  | Hà Tây Tiên Ti                                  | Hà Tây Tiên Ti                                  | Hà Tây Tiên Ti                                  | Hà Tây Tiên Ti                                  | Thốc Phát Thất Cô ?-210-231 | Thốc Phát Thất Cô ?-210-231 | Thốc Phát Thất Cô ?-210-231                   | Thốc Phát Thất Cô ?-210-231                   | Thốc Phát Thất Cô ?-210-231                   | Thốc Phát Thất Cô ?-210-231                   |                                               |                                               |  |  |                                                  |                                                  |                                                  |                                                  |                                                  |                                                  |  |  |                                              |                                              |                                              |                                              |                                              |                                              |  |  |                                                    |                                                    |                                                    |                                                    |                                                    |                                                    |  |  |                                                             |                                                             |                                                             |                                                             |                                                             |                                                             |  |  | Sách Đầu bộ Tiên Ti                              | Sách Đầu bộ Tiên Ti                              | Sách Đầu bộ Tiên Ti                              | Sách Đầu bộ Tiên Ti                              | Sách Đầu bộ Tiên Ti                              | Sách Đầu bộ Tiên Ti                              |  |  |                                                     |                                                     |                                                     |                                                     | (1)Thần Nguyên Đế Thác Bạt Lực Vi 174-220-277       | (1)Thần Nguyên Đế Thác Bạt Lực Vi 174-220-277       | (1)Thần Nguyên Đế Thác Bạt Lực Vi 174-220-277 | (1)Thần Nguyên Đế Thác Bạt Lực Vi 174-220-277 | (1)Thần Nguyên Đế Thác Bạt Lực Vi 174-220-277 | (1)Thần Nguyên Đế Thác Bạt Lực Vi 174-220-277 |                                            |                                            |                                            |                                            |  |  |                                                  |                                                  |                                                  |                                                  |                                                  |                                                  |  |  |  |  |  |  |  |  |  |  |  |  |  |  |  |  |  |  |  |  |
|                                                 |                                                 |                                                 |                                                 |                                                 |                                                 | Thốc Phát Thất Cô ?-210-231 | Thốc Phát Thất Cô ?-210-231 | Thốc Phát Thất Cô ?-210-231                   | Thốc Phát Thất Cô ?-210-231                   | Thốc Phát Thất Cô ?-210-231                   | Thốc Phát Thất Cô ?-210-231                   |                                               |                                               |  |  |                                                  |                                                  |                                                  |                                                  |                                                  |                                                  |  |  |                                              |                                              |                                              |                                              |                                              |                                              |  |  |                                                    |                                                    |                                                    |                                                    |                                                    |                                                    |  |  |                                                             |                                                             |                                                             |                                                             |                                                             |                                                             |  |  |                                                  |                                                  |                                                  |                                                  |                                                  |                                                  |  |  |                                                     |                                                     |                                                     |                                                     | (1)Thần Nguyên Đế Thác Bạt Lực Vi 174-220-277       | (1)Thần Nguyên Đế Thác Bạt Lực Vi 174-220-277       | (1)Thần Nguyên Đế Thác Bạt Lực Vi 174-220-277 | (1)Thần Nguyên Đế Thác Bạt Lực Vi 174-220-277 | (1)Thần Nguyên Đế Thác Bạt Lực Vi 174-220-277 | (1)Thần Nguyên Đế Thác Bạt Lực Vi 174-220-277 |                                            |                                            |                                            |                                            |  |  |                                                  |                                                  |                                                  |                                                  |                                                  |                                                  |  |  |  |  |  |  |  |  |  |  |  |  |  |  |  |  |  |  |  |  |
|                                                 |                                                 |                                                 |                                                 |                                                 |                                                 |                             |                             |                                               |                                               |                                               |                                               |                                               |                                               |  |  |                                                  |                                                  |                                                  |                                                  |                                                  |                                                  |  |  |                                              |                                              |                                              |                                              |                                              |                                              |  |  |                                                    |                                                    |                                                    |                                                    |                                                    |                                                    |  |  |                                                             |                                                             |                                                             |                                                             |                                                             |                                                             |  |  |                                                  |                                                  |                                                  |                                                  |                                                  |                                                  |  |  |                                                     |                                                     |                                                     |                                                     |                                                     |                                                     |                                               |                                               |                                               |                                               |                                            |                                            |                                            |                                            |  |  |                                                  |                                                  |                                                  |                                                  |                                                  |                                                  |  |  |  |  |  |  |  |  |  |  |  |  |  |  |  |  |  |  |  |  |
| Thốc Phát Thọ Điền ?-231-252                    | Thốc Phát Thọ Điền ?-231-252                    | Thốc Phát Thọ Điền ?-231-252                    | Thốc Phát Thọ Điền ?-231-252                    | Thốc Phát Thọ Điền ?-231-252                    | Thốc Phát Thọ Điền ?-231-252                    |                             |                             |                                               |                                               |                                               |                                               |                                               |                                               |  |  |                                                  |                                                  |                                                  |                                                  |                                                  |                                                  |  |  |                                              |                                              |                                              |                                              |                                              |                                              |  |  | Văn Đế Thác Bạt Sa Mạc Hãn ?-277 (truy phong)      | Văn Đế Thác Bạt Sa Mạc Hãn ?-277 (truy phong)      | Văn Đế Thác Bạt Sa Mạc Hãn ?-277 (truy phong)      | Văn Đế Thác Bạt Sa Mạc Hãn ?-277 (truy phong)      | Văn Đế Thác Bạt Sa Mạc Hãn ?-277 (truy phong)      | Văn Đế Thác Bạt Sa Mạc Hãn ?-277 (truy phong)      |  |  |                                                             |                                                             |                                                             |                                                             |                                                             |                                                             |  |  | (2)Chương Đế Thác Bạt Tất Lộc ?-277-286          | (2)Chương Đế Thác Bạt Tất Lộc ?-277-286          | (2)Chương Đế Thác Bạt Tất Lộc ?-277-286          | (2)Chương Đế Thác Bạt Tất Lộc ?-277-286          | (2)Chương Đế Thác Bạt Tất Lộc ?-277-286          | (2)Chương Đế Thác Bạt Tất Lộc ?-277-286          |  |  | (3)Bình Đế Thác Bạt Xước ?-286-293                  | (3)Bình Đế Thác Bạt Xước ?-286-293                  | (3)Bình Đế Thác Bạt Xước ?-286-293                  | (3)Bình Đế Thác Bạt Xước ?-286-293                  | (3)Bình Đế Thác Bạt Xước ?-286-293                  | (3)Bình Đế Thác Bạt Xước ?-286-293                  |                                               |                                               | (5)Chiêu Đế Thác Bạt Lộc Quan ?-294-307       | (5)Chiêu Đế Thác Bạt Lộc Quan ?-294-307       | (5)Chiêu Đế Thác Bạt Lộc Quan ?-294-307    | (5)Chiêu Đế Thác Bạt Lộc Quan ?-294-307    | (5)Chiêu Đế Thác Bạt Lộc Quan ?-294-307    | (5)Chiêu Đế Thác Bạt Lộc Quan ?-294-307    |  |  |                                                  |                                                  |                                                  |                                                  |                                                  |                                                  |  |  |  |  |  |  |  |  |  |  |  |  |  |  |  |  |  |  |  |  |
| Thốc Phát Thọ Điền ?-231-252                    | Thốc Phát Thọ Điền ?-231-252                    | Thốc Phát Thọ Điền ?-231-252                    | Thốc Phát Thọ Điền ?-231-252                    | Thốc Phát Thọ Điền ?-231-252                    | Thốc Phát Thọ Điền ?-231-252                    |                             |                             |                                               |                                               |                                               |                                               |                                               |                                               |  |  |                                                  |                                                  |                                                  |                                                  |                                                  |                                                  |  |  |                                              |                                              |                                              |                                              |                                              |                                              |  |  | Văn Đế Thác Bạt Sa Mạc Hãn ?-277 (truy phong)      | Văn Đế Thác Bạt Sa Mạc Hãn ?-277 (truy phong)      | Văn Đế Thác Bạt Sa Mạc Hãn ?-277 (truy phong)      | Văn Đế Thác Bạt Sa Mạc Hãn ?-277 (truy phong)      | Văn Đế Thác Bạt Sa Mạc Hãn ?-277 (truy phong)      | Văn Đế Thác Bạt Sa Mạc Hãn ?-277 (truy phong)      |  |  |                                                             |                                                             |                                                             |                                                             |                                                             |                                                             |  |  | (2)Chương Đế Thác Bạt Tất Lộc ?-277-286          | (2)Chương Đế Thác Bạt Tất Lộc ?-277-286          | (2)Chương Đế Thác Bạt Tất Lộc ?-277-286          | (2)Chương Đế Thác Bạt Tất Lộc ?-277-286          | (2)Chương Đế Thác Bạt Tất Lộc ?-277-286          | (2)Chương Đế Thác Bạt Tất Lộc ?-277-286          |  |  | (3)Bình Đế Thác Bạt Xước ?-286-293                  | (3)Bình Đế Thác Bạt Xước ?-286-293                  | (3)Bình Đế Thác Bạt Xước ?-286-293                  | (3)Bình Đế Thác Bạt Xước ?-286-293                  | (3)Bình Đế Thác Bạt Xước ?-286-293                  | (3)Bình Đế Thác Bạt Xước ?-286-293                  |                                               |                                               | (5)Chiêu Đế Thác Bạt Lộc Quan ?-294-307       | (5)Chiêu Đế Thác Bạt Lộc Quan ?-294-307       | (5)Chiêu Đế Thác Bạt Lộc Quan ?-294-307    | (5)Chiêu Đế Thác Bạt Lộc Quan ?-294-307    | (5)Chiêu Đế Thác Bạt Lộc Quan ?-294-307    | (5)Chiêu Đế Thác Bạt Lộc Quan ?-294-307    |  |  |                                                  |                                                  |                                                  |                                                  |                                                  |                                                  |  |  |  |  |  |  |  |  |  |  |  |  |  |  |  |  |  |  |  |  |
|                                                 |                                                 |                                                 |                                                 |                                                 |                                                 |                             |                             |                                               |                                               |                                               |                                               |                                               |                                               |  |  |                                                  |                                                  |                                                  |                                                  |                                                  |                                                  |  |  |                                              |                                              |                                              |                                              |                                              |                                              |  |  |                                                    |                                                    |                                                    |                                                    |                                                    |                                                    |  |  |                                                             |                                                             |                                                             |                                                             |                                                             |                                                             |  |  |                                                  |                                                  |                                                  |                                                  |                                                  |                                                  |  |  |                                                     |                                                     |                                                     |                                                     |                                                     |                                                     |                                               |                                               |                                               |                                               |                                            |                                            |                                            |                                            |  |  |                                                  |                                                  |                                                  |                                                  |                                                  |                                                  |  |  |  |  |  |  |  |  |  |  |  |  |  |  |  |  |  |  |  |  |
|                                                 |                                                 |                                                 |                                                 |                                                 |                                                 |                             |                             | ???                                           | ???                                           | ???                                           | ???                                           | ???                                           | ???                                           |  |  |                                                  |                                                  |                                                  |                                                  |                                                  |                                                  |  |  |                                              |                                              |                                              |                                              |                                              |                                              |  |  |                                                    |                                                    |                                                    |                                                    |                                                    |                                                    |  |  | Đại                                                         | Đại                                                         | Đại                                                         | Đại                                                         | Đại                                                         | Đại                                                         |  |  |                                                  |                                                  |                                                  |                                                  |                                                  |                                                  |  |  |                                                     |                                                     |                                                     |                                                     |                                                     |                                                     |                                               |                                               |                                               |                                               |                                            |                                            |                                            |                                            |  |  |                                                  |                                                  |                                                  |                                                  |                                                  |                                                  |  |  |  |  |  |  |  |  |  |  |  |  |  |  |  |  |  |  |  |  |
|                                                 |                                                 |                                                 |                                                 |                                                 |                                                 |                             |                             | ???                                           | ???                                           | ???                                           | ???                                           | ???                                           | ???                                           |  |  |                                                  |                                                  |                                                  |                                                  |                                                  |                                                  |  |  |                                              |                                              |                                              |                                              |                                              |                                              |  |  |                                                    |                                                    |                                                    |                                                    |                                                    |                                                    |  |  | Đại                                                         | Đại                                                         | Đại                                                         | Đại                                                         | Đại                                                         | Đại                                                         |  |  |                                                  |                                                  |                                                  |                                                  |                                                  |                                                  |  |  |                                                     |                                                     |                                                     |                                                     |                                                     |                                                     |                                               |                                               |                                               |                                               |                                            |                                            |                                            |                                            |  |  |                                                  |                                                  |                                                  |                                                  |                                                  |                                                  |  |  |  |  |  |  |  |  |  |  |  |  |  |  |  |  |  |  |  |  |
| □                                               | □                                               | □                                               | □                                               | □                                               | □                                               |                             |                             |                                               |                                               |                                               |                                               |                                               |                                               |  |  |                                                  |                                                  |                                                  |                                                  |                                                  |                                                  |  |  | (6)Hoàn Đế Thác Bạt Y Đà ?-295-305           | (6)Hoàn Đế Thác Bạt Y Đà ?-295-305           | (6)Hoàn Đế Thác Bạt Y Đà ?-295-305           | (6)Hoàn Đế Thác Bạt Y Đà ?-295-305           | (6)Hoàn Đế Thác Bạt Y Đà ?-295-305           | (6)Hoàn Đế Thác Bạt Y Đà ?-295-305           |  |  | (1)Mục Đế Thác Bạt Y Lư ?-295-307 307-315 315-316  | (1)Mục Đế Thác Bạt Y Lư ?-295-307 307-315 315-316  | (1)Mục Đế Thác Bạt Y Lư ?-295-307 307-315 315-316  | (1)Mục Đế Thác Bạt Y Lư ?-295-307 307-315 315-316  | (1)Mục Đế Thác Bạt Y Lư ?-295-307 307-315 315-316  | (1)Mục Đế Thác Bạt Y Lư ?-295-307 307-315 315-316  |  |  | (4)Tư Đế Thác Bạt Phất ?-293-294                            | (4)Tư Đế Thác Bạt Phất ?-293-294                            | (4)Tư Đế Thác Bạt Phất ?-293-294                            | (4)Tư Đế Thác Bạt Phất ?-293-294                            | (4)Tư Đế Thác Bạt Phất ?-293-294                            | (4)Tư Đế Thác Bạt Phất ?-293-294                            |  |  |                                                  |                                                  |                                                  |                                                  |                                                  |                                                  |  |  |                                                     |                                                     |                                                     |                                                     |                                                     |                                                     |                                               |                                               |                                               |                                               |                                            |                                            |                                            |                                            |  |  |                                                  |                                                  |                                                  |                                                  |                                                  |                                                  |  |  |  |  |  |  |  |  |  |  |  |  |  |  |  |  |  |  |  |  |
| □                                               | □                                               | □                                               | □                                               | □                                               | □                                               |                             |                             |                                               |                                               |                                               |                                               |                                               |                                               |  |  |                                                  |                                                  |                                                  |                                                  |                                                  |                                                  |  |  | (6)Hoàn Đế Thác Bạt Y Đà ?-295-305           | (6)Hoàn Đế Thác Bạt Y Đà ?-295-305           | (6)Hoàn Đế Thác Bạt Y Đà ?-295-305           | (6)Hoàn Đế Thác Bạt Y Đà ?-295-305           | (6)Hoàn Đế Thác Bạt Y Đà ?-295-305           | (6)Hoàn Đế Thác Bạt Y Đà ?-295-305           |  |  | (1)Mục Đế Thác Bạt Y Lư ?-295-307 307-315 315-316  | (1)Mục Đế Thác Bạt Y Lư ?-295-307 307-315 315-316  | (1)Mục Đế Thác Bạt Y Lư ?-295-307 307-315 315-316  | (1)Mục Đế Thác Bạt Y Lư ?-295-307 307-315 315-316  | (1)Mục Đế Thác Bạt Y Lư ?-295-307 307-315 315-316  | (1)Mục Đế Thác Bạt Y Lư ?-295-307 307-315 315-316  |  |  | (4)Tư Đế Thác Bạt Phất ?-293-294                            | (4)Tư Đế Thác Bạt Phất ?-293-294                            | (4)Tư Đế Thác Bạt Phất ?-293-294                            | (4)Tư Đế Thác Bạt Phất ?-293-294                            | (4)Tư Đế Thác Bạt Phất ?-293-294                            | (4)Tư Đế Thác Bạt Phất ?-293-294                            |  |  |                                                  |                                                  |                                                  |                                                  |                                                  |                                                  |  |  |                                                     |                                                     |                                                     |                                                     |                                                     |                                                     |                                               |                                               |                                               |                                               |                                            |                                            |                                            |                                            |  |  |                                                  |                                                  |                                                  |                                                  |                                                  |                                                  |  |  |  |  |  |  |  |  |  |  |  |  |  |  |  |  |  |  |  |  |
|                                                 |                                                 |                                                 |                                                 |                                                 |                                                 |                             |                             |                                               |                                               |                                               |                                               |                                               |                                               |  |  |                                                  |                                                  |                                                  |                                                  |                                                  |                                                  |  |  |                                              |                                              |                                              |                                              |                                              |                                              |  |  |                                                    |                                                    |                                                    |                                                    |                                                    |                                                    |  |  |                                                             |                                                             |                                                             |                                                             |                                                             |                                                             |  |  |                                                  |                                                  |                                                  |                                                  |                                                  |                                                  |  |  |                                                     |                                                     |                                                     |                                                     |                                                     |                                                     |                                               |                                               |                                               |                                               |                                            |                                            |                                            |                                            |  |  |                                                  |                                                  |                                                  |                                                  |                                                  |                                                  |  |  |  |  |  |  |  |  |  |  |  |  |  |  |  |  |  |  |  |  |
| Thốc Phát Thụ Cơ Năng ?-252-279                 | Thốc Phát Thụ Cơ Năng ?-252-279                 | Thốc Phát Thụ Cơ Năng ?-252-279                 | Thốc Phát Thụ Cơ Năng ?-252-279                 | Thốc Phát Thụ Cơ Năng ?-252-279                 | Thốc Phát Thụ Cơ Năng ?-252-279                 |                             |                             | Thốc Phát Vụ Hoàn ?-279-?                     | Thốc Phát Vụ Hoàn ?-279-?                     | Thốc Phát Vụ Hoàn ?-279-?                     | Thốc Phát Vụ Hoàn ?-279-?                     | Thốc Phát Vụ Hoàn ?-279-?                     | Thốc Phát Vụ Hoàn ?-279-?                     |  |  | (2)Thác Bạt Phổ Căn ?-(305-)316                  | (2)Thác Bạt Phổ Căn ?-(305-)316                  | (2)Thác Bạt Phổ Căn ?-(305-)316                  | (2)Thác Bạt Phổ Căn ?-(305-)316                  | (2)Thác Bạt Phổ Căn ?-(305-)316                  | (2)Thác Bạt Phổ Căn ?-(305-)316                  |  |  | (5)Huệ Đế Thác Bạt Hạ Nhục ?-321-325         | (5)Huệ Đế Thác Bạt Hạ Nhục ?-321-325         | (5)Huệ Đế Thác Bạt Hạ Nhục ?-321-325         | (5)Huệ Đế Thác Bạt Hạ Nhục ?-321-325         | (5)Huệ Đế Thác Bạt Hạ Nhục ?-321-325         | (5)Huệ Đế Thác Bạt Hạ Nhục ?-321-325         |  |  | (6)Dương Đế Thác Bạt Hột Na ?-325-329 335-337-?    | (6)Dương Đế Thác Bạt Hột Na ?-325-329 335-337-?    | (6)Dương Đế Thác Bạt Hột Na ?-325-329 335-337-?    | (6)Dương Đế Thác Bạt Hột Na ?-325-329 335-337-?    | (6)Dương Đế Thác Bạt Hột Na ?-325-329 335-337-?    | (6)Dương Đế Thác Bạt Hột Na ?-325-329 335-337-?    |  |  | (4)Bình Văn Đế Thác Bạt Úc Luật ?-316-321                   | (4)Bình Văn Đế Thác Bạt Úc Luật ?-316-321                   | (4)Bình Văn Đế Thác Bạt Úc Luật ?-316-321                   | (4)Bình Văn Đế Thác Bạt Úc Luật ?-316-321                   | (4)Bình Văn Đế Thác Bạt Úc Luật ?-316-321                   | (4)Bình Văn Đế Thác Bạt Úc Luật ?-316-321                   |  |  |                                                  |                                                  |                                                  |                                                  |                                                  |                                                  |  |  |                                                     |                                                     |                                                     |                                                     |                                                     |                                                     |                                               |                                               |                                               |                                               |                                            |                                            |                                            |                                            |  |  |                                                  |                                                  |                                                  |                                                  |                                                  |                                                  |  |  |  |  |  |  |  |  |  |  |  |  |  |  |  |  |  |  |  |  |
| Thốc Phát Thụ Cơ Năng ?-252-279                 | Thốc Phát Thụ Cơ Năng ?-252-279                 | Thốc Phát Thụ Cơ Năng ?-252-279                 | Thốc Phát Thụ Cơ Năng ?-252-279                 | Thốc Phát Thụ Cơ Năng ?-252-279                 | Thốc Phát Thụ Cơ Năng ?-252-279                 |                             |                             | Thốc Phát Vụ Hoàn ?-279-?                     | Thốc Phát Vụ Hoàn ?-279-?                     | Thốc Phát Vụ Hoàn ?-279-?                     | Thốc Phát Vụ Hoàn ?-279-?                     | Thốc Phát Vụ Hoàn ?-279-?                     | Thốc Phát Vụ Hoàn ?-279-?                     |  |  | (2)Thác Bạt Phổ Căn ?-(305-)316                  | (2)Thác Bạt Phổ Căn ?-(305-)316                  | (2)Thác Bạt Phổ Căn ?-(305-)316                  | (2)Thác Bạt Phổ Căn ?-(305-)316                  | (2)Thác Bạt Phổ Căn ?-(305-)316                  | (2)Thác Bạt Phổ Căn ?-(305-)316                  |  |  | (5)Huệ Đế Thác Bạt Hạ Nhục ?-321-325         | (5)Huệ Đế Thác Bạt Hạ Nhục ?-321-325         | (5)Huệ Đế Thác Bạt Hạ Nhục ?-321-325         | (5)Huệ Đế Thác Bạt Hạ Nhục ?-321-325         | (5)Huệ Đế Thác Bạt Hạ Nhục ?-321-325         | (5)Huệ Đế Thác Bạt Hạ Nhục ?-321-325         |  |  | (6)Dương Đế Thác Bạt Hột Na ?-325-329 335-337-?    | (6)Dương Đế Thác Bạt Hột Na ?-325-329 335-337-?    | (6)Dương Đế Thác Bạt Hột Na ?-325-329 335-337-?    | (6)Dương Đế Thác Bạt Hột Na ?-325-329 335-337-?    | (6)Dương Đế Thác Bạt Hột Na ?-325-329 335-337-?    | (6)Dương Đế Thác Bạt Hột Na ?-325-329 335-337-?    |  |  | (4)Bình Văn Đế Thác Bạt Úc Luật ?-316-321                   | (4)Bình Văn Đế Thác Bạt Úc Luật ?-316-321                   | (4)Bình Văn Đế Thác Bạt Úc Luật ?-316-321                   | (4)Bình Văn Đế Thác Bạt Úc Luật ?-316-321                   | (4)Bình Văn Đế Thác Bạt Úc Luật ?-316-321                   | (4)Bình Văn Đế Thác Bạt Úc Luật ?-316-321                   |  |  |                                                  |                                                  |                                                  |                                                  |                                                  |                                                  |  |  |                                                     |                                                     |                                                     |                                                     |                                                     |                                                     |                                               |                                               |                                               |                                               |                                            |                                            |                                            |                                            |  |  |                                                  |                                                  |                                                  |                                                  |                                                  |                                                  |  |  |  |  |  |  |  |  |  |  |  |  |  |  |  |  |  |  |  |  |
|                                                 |                                                 |                                                 |                                                 |                                                 |                                                 |                             |                             |                                               |                                               |                                               |                                               |                                               |                                               |  |  |                                                  |                                                  |                                                  |                                                  |                                                  |                                                  |  |  |                                              |                                              |                                              |                                              |                                              |                                              |  |  |                                                    |                                                    |                                                    |                                                    |                                                    |                                                    |  |  |                                                             |                                                             |                                                             |                                                             |                                                             |                                                             |  |  |                                                  |                                                  |                                                  |                                                  |                                                  |                                                  |  |  |                                                     |                                                     |                                                     |                                                     |                                                     |                                                     |                                               |                                               |                                               |                                               |                                            |                                            |                                            |                                            |  |  |                                                  |                                                  |                                                  |                                                  |                                                  |                                                  |  |  |  |  |  |  |  |  |  |  |  |  |  |  |  |  |  |  |  |  |
|                                                 |                                                 |                                                 |                                                 |                                                 |                                                 |                             |                             | □                                             | □                                             | □                                             | □                                             | □                                             | □                                             |  |  | (3)Thác Bạt Phổ Căn nhi tử 316                   | (3)Thác Bạt Phổ Căn nhi tử 316                   | (3)Thác Bạt Phổ Căn nhi tử 316                   | (3)Thác Bạt Phổ Căn nhi tử 316                   | (3)Thác Bạt Phổ Căn nhi tử 316                   | (3)Thác Bạt Phổ Căn nhi tử 316                   |  |  |                                              |                                              |                                              |                                              |                                              |                                              |  |  | (7)Liệt Đế Thác Bạt Ế Hòe ?-329-335 337-338        | (7)Liệt Đế Thác Bạt Ế Hòe ?-329-335 337-338        | (7)Liệt Đế Thác Bạt Ế Hòe ?-329-335 337-338        | (7)Liệt Đế Thác Bạt Ế Hòe ?-329-335 337-338        | (7)Liệt Đế Thác Bạt Ế Hòe ?-329-335 337-338        | (7)Liệt Đế Thác Bạt Ế Hòe ?-329-335 337-338        |  |  | (8)Chiêu Thành Đế Thác Bạt Thập Dực Kiền 318-338-376        | (8)Chiêu Thành Đế Thác Bạt Thập Dực Kiền 318-338-376        | (8)Chiêu Thành Đế Thác Bạt Thập Dực Kiền 318-338-376        | (8)Chiêu Thành Đế Thác Bạt Thập Dực Kiền 318-338-376        | (8)Chiêu Thành Đế Thác Bạt Thập Dực Kiền 318-338-376        | (8)Chiêu Thành Đế Thác Bạt Thập Dực Kiền 318-338-376        |  |  | Cao Lương vương Thác Bạt Cô                      | Cao Lương vương Thác Bạt Cô                      | Cao Lương vương Thác Bạt Cô                      | Cao Lương vương Thác Bạt Cô                      | Cao Lương vương Thác Bạt Cô                      | Cao Lương vương Thác Bạt Cô                      |  |  |                                                     |                                                     |                                                     |                                                     |                                                     |                                                     |                                               |                                               |                                               |                                               |                                            |                                            |                                            |                                            |  |  |                                                  |                                                  |                                                  |                                                  |                                                  |                                                  |  |  |  |  |  |  |  |  |  |  |  |  |  |  |  |  |  |  |  |  |
|                                                 |                                                 |                                                 |                                                 |                                                 |                                                 |                             |                             | □                                             | □                                             | □                                             | □                                             | □                                             | □                                             |  |  | (3)Thác Bạt Phổ Căn nhi tử 316                   | (3)Thác Bạt Phổ Căn nhi tử 316                   | (3)Thác Bạt Phổ Căn nhi tử 316                   | (3)Thác Bạt Phổ Căn nhi tử 316                   | (3)Thác Bạt Phổ Căn nhi tử 316                   | (3)Thác Bạt Phổ Căn nhi tử 316                   |  |  |                                              |                                              |                                              |                                              |                                              |                                              |  |  | (7)Liệt Đế Thác Bạt Ế Hòe ?-329-335 337-338        | (7)Liệt Đế Thác Bạt Ế Hòe ?-329-335 337-338        | (7)Liệt Đế Thác Bạt Ế Hòe ?-329-335 337-338        | (7)Liệt Đế Thác Bạt Ế Hòe ?-329-335 337-338        | (7)Liệt Đế Thác Bạt Ế Hòe ?-329-335 337-338        | (7)Liệt Đế Thác Bạt Ế Hòe ?-329-335 337-338        |  |  | (8)Chiêu Thành Đế Thác Bạt Thập Dực Kiền 318-338-376        | (8)Chiêu Thành Đế Thác Bạt Thập Dực Kiền 318-338-376        | (8)Chiêu Thành Đế Thác Bạt Thập Dực Kiền 318-338-376        | (8)Chiêu Thành Đế Thác Bạt Thập Dực Kiền 318-338-376        | (8)Chiêu Thành Đế Thác Bạt Thập Dực Kiền 318-338-376        | (8)Chiêu Thành Đế Thác Bạt Thập Dực Kiền 318-338-376        |  |  | Cao Lương vương Thác Bạt Cô                      | Cao Lương vương Thác Bạt Cô                      | Cao Lương vương Thác Bạt Cô                      | Cao Lương vương Thác Bạt Cô                      | Cao Lương vương Thác Bạt Cô                      | Cao Lương vương Thác Bạt Cô                      |  |  |                                                     |                                                     |                                                     |                                                     |                                                     |                                                     |                                               |                                               |                                               |                                               |                                            |                                            |                                            |                                            |  |  |                                                  |                                                  |                                                  |                                                  |                                                  |                                                  |  |  |  |  |  |  |  |  |  |  |  |  |  |  |  |  |  |  |  |  |
|                                                 |                                                 |                                                 |                                                 |                                                 |                                                 |                             |                             | Thốc Phát Thôi Cân ?-?-365                    | Thốc Phát Thôi Cân ?-?-365                    | Thốc Phát Thôi Cân ?-?-365                    | Thốc Phát Thôi Cân ?-?-365                    | Thốc Phát Thôi Cân ?-?-365                    | Thốc Phát Thôi Cân ?-?-365                    |  |  |                                                  |                                                  |                                                  |                                                  |                                                  |                                                  |  |  |                                              |                                              |                                              |                                              |                                              |                                              |  |  |                                                    |                                                    |                                                    |                                                    |                                                    |                                                    |  |  | Hiến Minh Đế Thác Bạt Thật ?-371                            | Hiến Minh Đế Thác Bạt Thật ?-371                            | Hiến Minh Đế Thác Bạt Thật ?-371                            | Hiến Minh Đế Thác Bạt Thật ?-371                            | Hiến Minh Đế Thác Bạt Thật ?-371                            | Hiến Minh Đế Thác Bạt Thật ?-371                            |  |  |                                                  |                                                  |                                                  |                                                  |                                                  |                                                  |  |  |                                                     |                                                     |                                                     |                                                     |                                                     |                                                     |                                               |                                               |                                               |                                               |                                            |                                            |                                            |                                            |  |  |                                                  |                                                  |                                                  |                                                  |                                                  |                                                  |  |  |  |  |  |  |  |  |  |  |  |  |  |  |  |  |  |  |  |  |
|                                                 |                                                 |                                                 |                                                 |                                                 |                                                 |                             |                             | Thốc Phát Thôi Cân ?-?-365                    | Thốc Phát Thôi Cân ?-?-365                    | Thốc Phát Thôi Cân ?-?-365                    | Thốc Phát Thôi Cân ?-?-365                    | Thốc Phát Thôi Cân ?-?-365                    | Thốc Phát Thôi Cân ?-?-365                    |  |  |                                                  |                                                  |                                                  |                                                  |                                                  |                                                  |  |  |                                              |                                              |                                              |                                              |                                              |                                              |  |  |                                                    |                                                    |                                                    |                                                    |                                                    |                                                    |  |  | Hiến Minh Đế Thác Bạt Thật ?-371                            | Hiến Minh Đế Thác Bạt Thật ?-371                            | Hiến Minh Đế Thác Bạt Thật ?-371                            | Hiến Minh Đế Thác Bạt Thật ?-371                            | Hiến Minh Đế Thác Bạt Thật ?-371                            | Hiến Minh Đế Thác Bạt Thật ?-371                            |  |  |                                                  |                                                  |                                                  |                                                  |                                                  |                                                  |  |  |                                                     |                                                     |                                                     |                                                     |                                                     |                                                     |                                               |                                               |                                               |                                               |                                            |                                            |                                            |                                            |  |  |                                                  |                                                  |                                                  |                                                  |                                                  |                                                  |  |  |  |  |  |  |  |  |  |  |  |  |  |  |  |  |  |  |  |  |
|                                                 |                                                 |                                                 |                                                 |                                                 |                                                 |                             |                             |                                               |                                               |                                               |                                               |                                               |                                               |  |  |                                                  |                                                  |                                                  |                                                  |                                                  |                                                  |  |  |                                              |                                              |                                              |                                              |                                              |                                              |  |  |                                                    |                                                    |                                                    |                                                    |                                                    |                                                    |  |  | Bắc Ngụy                                                    |                                                             |                                                             |                                                             |                                                             |                                                             |  |  |                                                  |                                                  |                                                  |                                                  |                                                  |                                                  |  |  |                                                     |                                                     |                                                     |                                                     |                                                     |                                                     |                                               |                                               |                                               |                                               |                                            |                                            |                                            |                                            |  |  |                                                  |                                                  |                                                  |                                                  |                                                  |                                                  |  |  |  |  |  |  |  |  |  |  |  |  |  |  |  |  |  |  |  |  |
|                                                 |                                                 |                                                 |                                                 |                                                 |                                                 |                             |                             | Thốc Phát Tư Phục Kiện ?-365-?                | Thốc Phát Tư Phục Kiện ?-365-?                | Thốc Phát Tư Phục Kiện ?-365-?                | Thốc Phát Tư Phục Kiện ?-365-?                | Thốc Phát Tư Phục Kiện ?-365-?                | Thốc Phát Tư Phục Kiện ?-365-?                |  |  |                                                  |                                                  |                                                  |                                                  |                                                  |                                                  |  |  |                                              |                                              |                                              |                                              |                                              |                                              |  |  |                                                    |                                                    |                                                    |                                                    |                                                    |                                                    |  |  | (1)Bắc Ngụy Đạo Vũ Đế Thác Bạt Khuê 371-386 386-398 398-409 | (1)Bắc Ngụy Đạo Vũ Đế Thác Bạt Khuê 371-386 386-398 398-409 | (1)Bắc Ngụy Đạo Vũ Đế Thác Bạt Khuê 371-386 386-398 398-409 | (1)Bắc Ngụy Đạo Vũ Đế Thác Bạt Khuê 371-386 386-398 398-409 | (1)Bắc Ngụy Đạo Vũ Đế Thác Bạt Khuê 371-386 386-398 398-409 | (1)Bắc Ngụy Đạo Vũ Đế Thác Bạt Khuê 371-386 386-398 398-409 |  |  |                                                  |                                                  |                                                  |                                                  |                                                  |                                                  |  |  |                                                     |                                                     |                                                     |                                                     |                                                     |                                                     |                                               |                                               |                                               |                                               |                                            |                                            |                                            |                                            |  |  |                                                  |                                                  |                                                  |                                                  |                                                  |                                                  |  |  |  |  |  |  |  |  |  |  |  |  |  |  |  |  |  |  |  |  |
|                                                 |                                                 |                                                 |                                                 |                                                 |                                                 |                             |                             | Thốc Phát Tư Phục Kiện ?-365-?                | Thốc Phát Tư Phục Kiện ?-365-?                | Thốc Phát Tư Phục Kiện ?-365-?                | Thốc Phát Tư Phục Kiện ?-365-?                | Thốc Phát Tư Phục Kiện ?-365-?                | Thốc Phát Tư Phục Kiện ?-365-?                |  |  |                                                  |                                                  |                                                  |                                                  |                                                  |                                                  |  |  |                                              |                                              |                                              |                                              |                                              |                                              |  |  |                                                    |                                                    |                                                    |                                                    |                                                    |                                                    |  |  | (1)Bắc Ngụy Đạo Vũ Đế Thác Bạt Khuê 371-386 386-398 398-409 | (1)Bắc Ngụy Đạo Vũ Đế Thác Bạt Khuê 371-386 386-398 398-409 | (1)Bắc Ngụy Đạo Vũ Đế Thác Bạt Khuê 371-386 386-398 398-409 | (1)Bắc Ngụy Đạo Vũ Đế Thác Bạt Khuê 371-386 386-398 398-409 | (1)Bắc Ngụy Đạo Vũ Đế Thác Bạt Khuê 371-386 386-398 398-409 | (1)Bắc Ngụy Đạo Vũ Đế Thác Bạt Khuê 371-386 386-398 398-409 |  |  |                                                  |                                                  |                                                  |                                                  |                                                  |                                                  |  |  |                                                     |                                                     |                                                     |                                                     |                                                     |                                                     |                                               |                                               |                                               |                                               |                                            |                                            |                                            |                                            |  |  |                                                  |                                                  |                                                  |                                                  |                                                  |                                                  |  |  |  |  |  |  |  |  |  |  |  |  |  |  |  |  |  |  |  |  |
|                                                 |                                                 |                                                 |                                                 |                                                 |                                                 |                             |                             |                                               |                                               |                                               |                                               |                                               |                                               |  |  |                                                  |                                                  |                                                  |                                                  |                                                  |                                                  |  |  |                                              |                                              |                                              |                                              |                                              |                                              |  |  |                                                    |                                                    |                                                    |                                                    |                                                    |                                                    |  |  |                                                             |                                                             |                                                             |                                                             |                                                             |                                                             |  |  |                                                  |                                                  |                                                  |                                                  |                                                  |                                                  |  |  |                                                     |                                                     |                                                     |                                                     |                                                     |                                                     |                                               |                                               |                                               |                                               |                                            |                                            |                                            |                                            |  |  |                                                  |                                                  |                                                  |                                                  |                                                  |                                                  |  |  |  |  |  |  |  |  |  |  |  |  |  |  |  |  |  |  |  |  |
| Nam Lương                                       |                                                 |                                                 |                                                 |                                                 |                                                 |                             |                             |                                               |                                               |                                               |                                               |                                               |                                               |  |  |                                                  |                                                  |                                                  |                                                  |                                                  |                                                  |  |  |                                              |                                              |                                              |                                              |                                              |                                              |  |  |                                                    |                                                    |                                                    |                                                    |                                                    |                                                    |  |  |                                                             |                                                             |                                                             |                                                             |                                                             |                                                             |  |  |                                                  |                                                  |                                                  |                                                  |                                                  |                                                  |  |  |                                                     |                                                     |                                                     |                                                     |                                                     |                                                     |                                               |                                               |                                               |                                               |                                            |                                            |                                            |                                            |  |  |                                                  |                                                  |                                                  |                                                  |                                                  |                                                  |  |  |  |  |  |  |  |  |  |  |  |  |  |  |  |  |  |  |  |  |
| (1)Vũ Vương Thốc Phát Ô Cô ?-?-397 397-399      | (1)Vũ Vương Thốc Phát Ô Cô ?-?-397 397-399      | (1)Vũ Vương Thốc Phát Ô Cô ?-?-397 397-399      | (1)Vũ Vương Thốc Phát Ô Cô ?-?-397 397-399      | (1)Vũ Vương Thốc Phát Ô Cô ?-?-397 397-399      | (1)Vũ Vương Thốc Phát Ô Cô ?-?-397 397-399      |                             |                             | (2)Khang Vương Thốc Phát Lợi Lộc Cô ?-399-402 | (2)Khang Vương Thốc Phát Lợi Lộc Cô ?-399-402 | (2)Khang Vương Thốc Phát Lợi Lộc Cô ?-399-402 | (2)Khang Vương Thốc Phát Lợi Lộc Cô ?-399-402 | (2)Khang Vương Thốc Phát Lợi Lộc Cô ?-399-402 | (2)Khang Vương Thốc Phát Lợi Lộc Cô ?-399-402 |  |  | (3)Cảnh Vương Thốc Phát Nục Đàn ?-402-414-415    | (3)Cảnh Vương Thốc Phát Nục Đàn ?-402-414-415    | (3)Cảnh Vương Thốc Phát Nục Đàn ?-402-414-415    | (3)Cảnh Vương Thốc Phát Nục Đàn ?-402-414-415    | (3)Cảnh Vương Thốc Phát Nục Đàn ?-402-414-415    | (3)Cảnh Vương Thốc Phát Nục Đàn ?-402-414-415    |  |  |                                              |                                              |                                              |                                              |                                              |                                              |  |  |                                                    |                                                    |                                                    |                                                    |                                                    |                                                    |  |  | (2)Bắc Ngụy Minh Nguyên Đế Thác Bạt Tự 392-409-423          | (2)Bắc Ngụy Minh Nguyên Đế Thác Bạt Tự 392-409-423          | (2)Bắc Ngụy Minh Nguyên Đế Thác Bạt Tự 392-409-423          | (2)Bắc Ngụy Minh Nguyên Đế Thác Bạt Tự 392-409-423          | (2)Bắc Ngụy Minh Nguyên Đế Thác Bạt Tự 392-409-423          | (2)Bắc Ngụy Minh Nguyên Đế Thác Bạt Tự 392-409-423          |  |  |                                                  |                                                  |                                                  |                                                  |                                                  |                                                  |  |  |                                                     |                                                     |                                                     |                                                     |                                                     |                                                     |                                               |                                               |                                               |                                               |                                            |                                            |                                            |                                            |  |  |                                                  |                                                  |                                                  |                                                  |                                                  |                                                  |  |  |  |  |  |  |  |  |  |  |  |  |  |  |  |  |  |  |  |  |
| (1)Vũ Vương Thốc Phát Ô Cô ?-?-397 397-399      | (1)Vũ Vương Thốc Phát Ô Cô ?-?-397 397-399      | (1)Vũ Vương Thốc Phát Ô Cô ?-?-397 397-399      | (1)Vũ Vương Thốc Phát Ô Cô ?-?-397 397-399      | (1)Vũ Vương Thốc Phát Ô Cô ?-?-397 397-399      | (1)Vũ Vương Thốc Phát Ô Cô ?-?-397 397-399      |                             |                             | (2)Khang Vương Thốc Phát Lợi Lộc Cô ?-399-402 | (2)Khang Vương Thốc Phát Lợi Lộc Cô ?-399-402 | (2)Khang Vương Thốc Phát Lợi Lộc Cô ?-399-402 | (2)Khang Vương Thốc Phát Lợi Lộc Cô ?-399-402 | (2)Khang Vương Thốc Phát Lợi Lộc Cô ?-399-402 | (2)Khang Vương Thốc Phát Lợi Lộc Cô ?-399-402 |  |  | (3)Cảnh Vương Thốc Phát Nục Đàn ?-402-414-415    | (3)Cảnh Vương Thốc Phát Nục Đàn ?-402-414-415    | (3)Cảnh Vương Thốc Phát Nục Đàn ?-402-414-415    | (3)Cảnh Vương Thốc Phát Nục Đàn ?-402-414-415    | (3)Cảnh Vương Thốc Phát Nục Đàn ?-402-414-415    | (3)Cảnh Vương Thốc Phát Nục Đàn ?-402-414-415    |  |  |                                              |                                              |                                              |                                              |                                              |                                              |  |  |                                                    |                                                    |                                                    |                                                    |                                                    |                                                    |  |  | (2)Bắc Ngụy Minh Nguyên Đế Thác Bạt Tự 392-409-423          | (2)Bắc Ngụy Minh Nguyên Đế Thác Bạt Tự 392-409-423          | (2)Bắc Ngụy Minh Nguyên Đế Thác Bạt Tự 392-409-423          | (2)Bắc Ngụy Minh Nguyên Đế Thác Bạt Tự 392-409-423          | (2)Bắc Ngụy Minh Nguyên Đế Thác Bạt Tự 392-409-423          | (2)Bắc Ngụy Minh Nguyên Đế Thác Bạt Tự 392-409-423          |  |  |                                                  |                                                  |                                                  |                                                  |                                                  |                                                  |  |  |                                                     |                                                     |                                                     |                                                     |                                                     |                                                     |                                               |                                               |                                               |                                               |                                            |                                            |                                            |                                            |  |  |                                                  |                                                  |                                                  |                                                  |                                                  |                                                  |  |  |  |  |  |  |  |  |  |  |  |  |  |  |  |  |  |  |  |  |
|                                                 |                                                 |                                                 |                                                 |                                                 |                                                 |                             |                             |                                               |                                               |                                               |                                               |                                               |                                               |  |  |                                                  |                                                  |                                                  |                                                  |                                                  |                                                  |  |  |                                              |                                              |                                              |                                              |                                              |                                              |  |  |                                                    |                                                    |                                                    |                                                    |                                                    |                                                    |  |  | (3)Bắc Ngụy Thái Vũ Đế Thác Bạt Đảo 408-423-452             |                                                             |                                                             |                                                             |                                                             |                                                             |  |  |                                                  |                                                  |                                                  |                                                  |                                                  |                                                  |  |  |                                                     |                                                     |                                                     |                                                     |                                                     |                                                     |                                               |                                               |                                               |                                               |                                            |                                            |                                            |                                            |  |  |                                                  |                                                  |                                                  |                                                  |                                                  |                                                  |  |  |  |  |  |  |  |  |  |  |  |  |  |  |  |  |  |  |  |  |
|                                                 |                                                 |                                                 |                                                 |                                                 |                                                 |                             |                             |                                               |                                               |                                               |                                               |                                               |                                               |  |  |                                                  |                                                  |                                                  |                                                  |                                                  |                                                  |  |  |                                              |                                              |                                              |                                              |                                              |                                              |  |  |                                                    |                                                    |                                                    |                                                    |                                                    |                                                    |  |  |                                                             |                                                             |                                                             |                                                             |                                                             |                                                             |  |  |                                                  |                                                  |                                                  |                                                  |                                                  |                                                  |  |  |                                                     |                                                     |                                                     |                                                     |                                                     |                                                     |                                               |                                               |                                               |                                               |                                            |                                            |                                            |                                            |  |  |                                                  |                                                  |                                                  |                                                  |                                                  |                                                  |  |  |  |  |  |  |  |  |  |  |  |  |  |  |  |  |  |  |  |  |
|                                                 |                                                 |                                                 |                                                 |                                                 |                                                 |                             |                             |                                               |                                               |                                               |                                               |                                               |                                               |  |  |                                                  |                                                  |                                                  |                                                  |                                                  |                                                  |  |  |                                              |                                              |                                              |                                              |                                              |                                              |  |  |                                                    |                                                    |                                                    |                                                    |                                                    |                                                    |  |  |                                                             |                                                             |                                                             |                                                             |                                                             |                                                             |  |  |                                                  |                                                  |                                                  |                                                  |                                                  |                                                  |  |  |                                                     |                                                     |                                                     |                                                     |                                                     |                                                     |                                               |                                               |                                               |                                               |                                            |                                            |                                            |                                            |  |  |                                                  |                                                  |                                                  |                                                  |                                                  |                                                  |  |  |  |  |  |  |  |  |  |  |  |  |  |  |  |  |  |  |  |  |
|                                                 |                                                 |                                                 |                                                 |                                                 |                                                 |                             |                             |                                               |                                               |                                               |                                               |                                               |                                               |  |  |                                                  |                                                  |                                                  |                                                  |                                                  |                                                  |  |  |                                              |                                              |                                              |                                              |                                              |                                              |  |  | Cảnh Mục Đế Thác Bạt Hoảng 428-451                 | Cảnh Mục Đế Thác Bạt Hoảng 428-451                 | Cảnh Mục Đế Thác Bạt Hoảng 428-451                 | Cảnh Mục Đế Thác Bạt Hoảng 428-451                 | Cảnh Mục Đế Thác Bạt Hoảng 428-451                 | Cảnh Mục Đế Thác Bạt Hoảng 428-451                 |  |  |                                                             |                                                             |                                                             |                                                             |                                                             |                                                             |  |  | (4)Nam An Ẩn vương Thác Bạc Dư ?-452             | (4)Nam An Ẩn vương Thác Bạc Dư ?-452             | (4)Nam An Ẩn vương Thác Bạc Dư ?-452             | (4)Nam An Ẩn vương Thác Bạc Dư ?-452             | (4)Nam An Ẩn vương Thác Bạc Dư ?-452             | (4)Nam An Ẩn vương Thác Bạc Dư ?-452             |  |  |                                                     |                                                     |                                                     |                                                     |                                                     |                                                     |                                               |                                               |                                               |                                               |                                            |                                            |                                            |                                            |  |  |                                                  |                                                  |                                                  |                                                  |                                                  |                                                  |  |  |  |  |  |  |  |  |  |  |  |  |  |  |  |  |  |  |  |  |
|                                                 |                                                 |                                                 |                                                 |                                                 |                                                 |                             |                             |                                               |                                               |                                               |                                               |                                               |                                               |  |  |                                                  |                                                  |                                                  |                                                  |                                                  |                                                  |  |  |                                              |                                              |                                              |                                              |                                              |                                              |  |  | Cảnh Mục Đế Thác Bạt Hoảng 428-451                 | Cảnh Mục Đế Thác Bạt Hoảng 428-451                 | Cảnh Mục Đế Thác Bạt Hoảng 428-451                 | Cảnh Mục Đế Thác Bạt Hoảng 428-451                 | Cảnh Mục Đế Thác Bạt Hoảng 428-451                 | Cảnh Mục Đế Thác Bạt Hoảng 428-451                 |  |  |                                                             |                                                             |                                                             |                                                             |                                                             |                                                             |  |  | (4)Nam An Ẩn vương Thác Bạc Dư ?-452             | (4)Nam An Ẩn vương Thác Bạc Dư ?-452             | (4)Nam An Ẩn vương Thác Bạc Dư ?-452             | (4)Nam An Ẩn vương Thác Bạc Dư ?-452             | (4)Nam An Ẩn vương Thác Bạc Dư ?-452             | (4)Nam An Ẩn vương Thác Bạc Dư ?-452             |  |  |                                                     |                                                     |                                                     |                                                     |                                                     |                                                     |                                               |                                               |                                               |                                               |                                            |                                            |                                            |                                            |  |  |                                                  |                                                  |                                                  |                                                  |                                                  |                                                  |  |  |  |  |  |  |  |  |  |  |  |  |  |  |  |  |  |  |  |  |
|                                                 |                                                 |                                                 |                                                 |                                                 |                                                 |                             |                             |                                               |                                               |                                               |                                               |                                               |                                               |  |  |                                                  |                                                  |                                                  |                                                  |                                                  |                                                  |  |  |                                              |                                              |                                              |                                              |                                              |                                              |  |  |                                                    |                                                    |                                                    |                                                    |                                                    |                                                    |  |  |                                                             |                                                             |                                                             |                                                             |                                                             |                                                             |  |  |                                                  |                                                  |                                                  |                                                  |                                                  |                                                  |  |  |                                                     |                                                     |                                                     |                                                     |                                                     |                                                     |                                               |                                               |                                               |                                               |                                            |                                            |                                            |                                            |  |  |                                                  |                                                  |                                                  |                                                  |                                                  |                                                  |  |  |  |  |  |  |  |  |  |  |  |  |  |  |  |  |  |  |  |  |
|                                                 |                                                 |                                                 |                                                 |                                                 |                                                 |                             |                             |                                               |                                               |                                               |                                               |                                               |                                               |  |  |                                                  |                                                  |                                                  |                                                  |                                                  |                                                  |  |  |                                              |                                              |                                              |                                              |                                              |                                              |  |  | (5)Bắc Ngụy Văn Thành Đế Thác Bạt Tuấn 440-452-465 | (5)Bắc Ngụy Văn Thành Đế Thác Bạt Tuấn 440-452-465 | (5)Bắc Ngụy Văn Thành Đế Thác Bạt Tuấn 440-452-465 | (5)Bắc Ngụy Văn Thành Đế Thác Bạt Tuấn 440-452-465 | (5)Bắc Ngụy Văn Thành Đế Thác Bạt Tuấn 440-452-465 | (5)Bắc Ngụy Văn Thành Đế Thác Bạt Tuấn 440-452-465 |  |  |                                                             |                                                             |                                                             |                                                             |                                                             |                                                             |  |  |                                                  |                                                  |                                                  |                                                  |                                                  |                                                  |  |  |                                                     |                                                     |                                                     |                                                     |                                                     |                                                     |                                               |                                               | Nam An Huệ vương Thác Bạt Trinh ?-496         | Nam An Huệ vương Thác Bạt Trinh ?-496         | Nam An Huệ vương Thác Bạt Trinh ?-496      | Nam An Huệ vương Thác Bạt Trinh ?-496      | Nam An Huệ vương Thác Bạt Trinh ?-496      | Nam An Huệ vương Thác Bạt Trinh ?-496      |  |  | Chương Vũ Kính vương Thác Bạt Thái Lạc ?-468     | Chương Vũ Kính vương Thác Bạt Thái Lạc ?-468     | Chương Vũ Kính vương Thác Bạt Thái Lạc ?-468     | Chương Vũ Kính vương Thác Bạt Thái Lạc ?-468     | Chương Vũ Kính vương Thác Bạt Thái Lạc ?-468     | Chương Vũ Kính vương Thác Bạt Thái Lạc ?-468     |  |  |  |  |  |  |  |  |  |  |  |  |  |  |  |  |  |  |  |  |
|                                                 |                                                 |                                                 |                                                 |                                                 |                                                 |                             |                             |                                               |                                               |                                               |                                               |                                               |                                               |  |  |                                                  |                                                  |                                                  |                                                  |                                                  |                                                  |  |  |                                              |                                              |                                              |                                              |                                              |                                              |  |  | (5)Bắc Ngụy Văn Thành Đế Thác Bạt Tuấn 440-452-465 | (5)Bắc Ngụy Văn Thành Đế Thác Bạt Tuấn 440-452-465 | (5)Bắc Ngụy Văn Thành Đế Thác Bạt Tuấn 440-452-465 | (5)Bắc Ngụy Văn Thành Đế Thác Bạt Tuấn 440-452-465 | (5)Bắc Ngụy Văn Thành Đế Thác Bạt Tuấn 440-452-465 | (5)Bắc Ngụy Văn Thành Đế Thác Bạt Tuấn 440-452-465 |  |  |                                                             |                                                             |                                                             |                                                             |                                                             |                                                             |  |  |                                                  |                                                  |                                                  |                                                  |                                                  |                                                  |  |  |                                                     |                                                     |                                                     |                                                     |                                                     |                                                     |                                               |                                               | Nam An Huệ vương Thác Bạt Trinh ?-496         | Nam An Huệ vương Thác Bạt Trinh ?-496         | Nam An Huệ vương Thác Bạt Trinh ?-496      | Nam An Huệ vương Thác Bạt Trinh ?-496      | Nam An Huệ vương Thác Bạt Trinh ?-496      | Nam An Huệ vương Thác Bạt Trinh ?-496      |  |  | Chương Vũ Kính vương Thác Bạt Thái Lạc ?-468     | Chương Vũ Kính vương Thác Bạt Thái Lạc ?-468     | Chương Vũ Kính vương Thác Bạt Thái Lạc ?-468     | Chương Vũ Kính vương Thác Bạt Thái Lạc ?-468     | Chương Vũ Kính vương Thác Bạt Thái Lạc ?-468     | Chương Vũ Kính vương Thác Bạt Thái Lạc ?-468     |  |  |  |  |  |  |  |  |  |  |  |  |  |  |  |  |  |  |  |  |
|                                                 |                                                 |                                                 |                                                 |                                                 |                                                 |                             |                             |                                               |                                               |                                               |                                               |                                               |                                               |  |  |                                                  |                                                  |                                                  |                                                  |                                                  |                                                  |  |  |                                              |                                              |                                              |                                              |                                              |                                              |  |  |                                                    |                                                    |                                                    |                                                    |                                                    |                                                    |  |  |                                                             |                                                             |                                                             |                                                             |                                                             |                                                             |  |  |                                                  |                                                  |                                                  |                                                  |                                                  |                                                  |  |  |                                                     |                                                     |                                                     |                                                     |                                                     |                                                     |                                               |                                               |                                               |                                               |                                            |                                            |                                            |                                            |  |  |                                                  |                                                  |                                                  |                                                  |                                                  |                                                  |  |  |  |  |  |  |  |  |  |  |  |  |  |  |  |  |  |  |  |  |
|                                                 |                                                 |                                                 |                                                 |                                                 |                                                 |                             |                             |                                               |                                               |                                               |                                               |                                               |                                               |  |  |                                                  |                                                  |                                                  |                                                  |                                                  |                                                  |  |  |                                              |                                              |                                              |                                              |                                              |                                              |  |  |                                                    |                                                    |                                                    |                                                    |                                                    |                                                    |  |  |                                                             |                                                             |                                                             |                                                             |                                                             |                                                             |  |  |                                                  |                                                  |                                                  |                                                  |                                                  |                                                  |  |  |                                                     |                                                     |                                                     |                                                     |                                                     |                                                     |                                               |                                               |                                               |                                               |                                            |                                            |                                            |                                            |  |  |                                                  |                                                  |                                                  |                                                  |                                                  |                                                  |  |  |  |  |  |  |  |  |  |  |  |  |  |  |  |  |  |  |  |  |
|                                                 |                                                 |                                                 |                                                 |                                                 |                                                 |                             |                             |                                               |                                               |                                               |                                               |                                               |                                               |  |  |                                                  |                                                  |                                                  |                                                  |                                                  |                                                  |  |  |                                              |                                              |                                              |                                              |                                              |                                              |  |  |                                                    |                                                    |                                                    |                                                    |                                                    |                                                    |  |  |                                                             |                                                             |                                                             |                                                             |                                                             |                                                             |  |  |                                                  |                                                  |                                                  |                                                  |                                                  |                                                  |  |  |                                                     |                                                     |                                                     |                                                     |                                                     |                                                     |                                               |                                               |                                               |                                               |                                            |                                            |                                            |                                            |  |  |                                                  |                                                  |                                                  |                                                  |                                                  |                                                  |  |  |  |  |  |  |  |  |  |  |  |  |  |  |  |  |  |  |  |  |
|                                                 |                                                 |                                                 |                                                 |                                                 |                                                 |                             |                             |                                               |                                               |                                               |                                               |                                               |                                               |  |  |                                                  |                                                  |                                                  |                                                  |                                                  |                                                  |  |  |                                              |                                              |                                              |                                              |                                              |                                              |  |  | (6)Bắc Ngụy Hiến Văn Đế Thác Bạt Hoằng 454-465-476 | (6)Bắc Ngụy Hiến Văn Đế Thác Bạt Hoằng 454-465-476 | (6)Bắc Ngụy Hiến Văn Đế Thác Bạt Hoằng 454-465-476 | (6)Bắc Ngụy Hiến Văn Đế Thác Bạt Hoằng 454-465-476 | (6)Bắc Ngụy Hiến Văn Đế Thác Bạt Hoằng 454-465-476 | (6)Bắc Ngụy Hiến Văn Đế Thác Bạt Hoằng 454-465-476 |  |  |                                                             |                                                             |                                                             |                                                             |                                                             |                                                             |  |  |                                                  |                                                  |                                                  |                                                  |                                                  |                                                  |  |  | Trung Sơn Hiến Vũ vương Nguyên Anh ?-510            | Trung Sơn Hiến Vũ vương Nguyên Anh ?-510            | Trung Sơn Hiến Vũ vương Nguyên Anh ?-510            | Trung Sơn Hiến Vũ vương Nguyên Anh ?-510            | Trung Sơn Hiến Vũ vương Nguyên Anh ?-510            | Trung Sơn Hiến Vũ vương Nguyên Anh ?-510            |                                               |                                               | Chương Vũ vương Nguyên Bân 464-499            | Chương Vũ vương Nguyên Bân 464-499            | Chương Vũ vương Nguyên Bân 464-499         | Chương Vũ vương Nguyên Bân 464-499         | Chương Vũ vương Nguyên Bân 464-499         | Chương Vũ vương Nguyên Bân 464-499         |  |  | Phù Phong vương Nguyên Di ?-?                    | Phù Phong vương Nguyên Di ?-?                    | Phù Phong vương Nguyên Di ?-?                    | Phù Phong vương Nguyên Di ?-?                    | Phù Phong vương Nguyên Di ?-?                    | Phù Phong vương Nguyên Di ?-?                    |  |  |  |  |  |  |  |  |  |  |  |  |  |  |  |  |  |  |  |  |
|                                                 |                                                 |                                                 |                                                 |                                                 |                                                 |                             |                             |                                               |                                               |                                               |                                               |                                               |                                               |  |  |                                                  |                                                  |                                                  |                                                  |                                                  |                                                  |  |  |                                              |                                              |                                              |                                              |                                              |                                              |  |  | (6)Bắc Ngụy Hiến Văn Đế Thác Bạt Hoằng 454-465-476 | (6)Bắc Ngụy Hiến Văn Đế Thác Bạt Hoằng 454-465-476 | (6)Bắc Ngụy Hiến Văn Đế Thác Bạt Hoằng 454-465-476 | (6)Bắc Ngụy Hiến Văn Đế Thác Bạt Hoằng 454-465-476 | (6)Bắc Ngụy Hiến Văn Đế Thác Bạt Hoằng 454-465-476 | (6)Bắc Ngụy Hiến Văn Đế Thác Bạt Hoằng 454-465-476 |  |  |                                                             |                                                             |                                                             |                                                             |                                                             |                                                             |  |  |                                                  |                                                  |                                                  |                                                  |                                                  |                                                  |  |  | Trung Sơn Hiến Vũ vương Nguyên Anh ?-510            | Trung Sơn Hiến Vũ vương Nguyên Anh ?-510            | Trung Sơn Hiến Vũ vương Nguyên Anh ?-510            | Trung Sơn Hiến Vũ vương Nguyên Anh ?-510            | Trung Sơn Hiến Vũ vương Nguyên Anh ?-510            | Trung Sơn Hiến Vũ vương Nguyên Anh ?-510            |                                               |                                               | Chương Vũ vương Nguyên Bân 464-499            | Chương Vũ vương Nguyên Bân 464-499            | Chương Vũ vương Nguyên Bân 464-499         | Chương Vũ vương Nguyên Bân 464-499         | Chương Vũ vương Nguyên Bân 464-499         | Chương Vũ vương Nguyên Bân 464-499         |  |  | Phù Phong vương Nguyên Di ?-?                    | Phù Phong vương Nguyên Di ?-?                    | Phù Phong vương Nguyên Di ?-?                    | Phù Phong vương Nguyên Di ?-?                    | Phù Phong vương Nguyên Di ?-?                    | Phù Phong vương Nguyên Di ?-?                    |  |  |  |  |  |  |  |  |  |  |  |  |  |  |  |  |  |  |  |  |
|                                                 |                                                 |                                                 |                                                 |                                                 |                                                 |                             |                             |                                               |                                               |                                               |                                               |                                               |                                               |  |  |                                                  |                                                  |                                                  |                                                  |                                                  |                                                  |  |  |                                              |                                              |                                              |                                              |                                              |                                              |  |  |                                                    |                                                    |                                                    |                                                    |                                                    |                                                    |  |  |                                                             |                                                             |                                                             |                                                             |                                                             |                                                             |  |  |                                                  |                                                  |                                                  |                                                  |                                                  |                                                  |  |  |                                                     |                                                     |                                                     |                                                     |                                                     |                                                     |                                               |                                               |                                               |                                               |                                            |                                            |                                            |                                            |  |  |                                                  |                                                  |                                                  |                                                  |                                                  |                                                  |  |  |  |  |  |  |  |  |  |  |  |  |  |  |  |  |  |  |  |  |
|                                                 |                                                 |                                                 |                                                 |                                                 |                                                 |                             |                             |                                               |                                               |                                               |                                               |                                               |                                               |  |  | (7)Bắc Ngụy Hiếu Văn Đế Nguyên Hoành 467-471-499 | (7)Bắc Ngụy Hiếu Văn Đế Nguyên Hoành 467-471-499 | (7)Bắc Ngụy Hiếu Văn Đế Nguyên Hoành 467-471-499 | (7)Bắc Ngụy Hiếu Văn Đế Nguyên Hoành 467-471-499 | (7)Bắc Ngụy Hiếu Văn Đế Nguyên Hoành 467-471-499 | (7)Bắc Ngụy Hiếu Văn Đế Nguyên Hoành 467-471-499 |  |  |                                              |                                              |                                              |                                              |                                              |                                              |  |  |                                                    |                                                    |                                                    |                                                    |                                                    |                                                    |  |  |                                                             |                                                             |                                                             |                                                             |                                                             |                                                             |  |  | Tiên Đế Nguyên Vũ 471-501                        | Tiên Đế Nguyên Vũ 471-501                        | Tiên Đế Nguyên Vũ 471-501                        | Tiên Đế Nguyên Vũ 471-501                        | Tiên Đế Nguyên Vũ 471-501                        | Tiên Đế Nguyên Vũ 471-501                        |  |  | Văn Mục Đế Nguyên Hiệp 473-508                      | Văn Mục Đế Nguyên Hiệp 473-508                      | Văn Mục Đế Nguyên Hiệp 473-508                      | Văn Mục Đế Nguyên Hiệp 473-508                      | Văn Mục Đế Nguyên Hiệp 473-508                      | Văn Mục Đế Nguyên Hiệp 473-508                      |                                               |                                               | Chương Vũ Trang Vũ vương Nguyên Dung ?-526    | Chương Vũ Trang Vũ vương Nguyên Dung ?-526    | Chương Vũ Trang Vũ vương Nguyên Dung ?-526 | Chương Vũ Trang Vũ vương Nguyên Dung ?-526 | Chương Vũ Trang Vũ vương Nguyên Dung ?-526 | Chương Vũ Trang Vũ vương Nguyên Dung ?-526 |  |  | (12)Trường Quảng vương Nguyên Diệp ?-530-531-532 | (12)Trường Quảng vương Nguyên Diệp ?-530-531-532 | (12)Trường Quảng vương Nguyên Diệp ?-530-531-532 | (12)Trường Quảng vương Nguyên Diệp ?-530-531-532 | (12)Trường Quảng vương Nguyên Diệp ?-530-531-532 | (12)Trường Quảng vương Nguyên Diệp ?-530-531-532 |  |  |  |  |  |  |  |  |  |  |  |  |  |  |  |  |  |  |  |  |
|                                                 |                                                 |                                                 |                                                 |                                                 |                                                 |                             |                             |                                               |                                               |                                               |                                               |                                               |                                               |  |  | (7)Bắc Ngụy Hiếu Văn Đế Nguyên Hoành 467-471-499 | (7)Bắc Ngụy Hiếu Văn Đế Nguyên Hoành 467-471-499 | (7)Bắc Ngụy Hiếu Văn Đế Nguyên Hoành 467-471-499 | (7)Bắc Ngụy Hiếu Văn Đế Nguyên Hoành 467-471-499 | (7)Bắc Ngụy Hiếu Văn Đế Nguyên Hoành 467-471-499 | (7)Bắc Ngụy Hiếu Văn Đế Nguyên Hoành 467-471-499 |  |  |                                              |                                              |                                              |                                              |                                              |                                              |  |  |                                                    |                                                    |                                                    |                                                    |                                                    |                                                    |  |  |                                                             |                                                             |                                                             |                                                             |                                                             |                                                             |  |  | Tiên Đế Nguyên Vũ 471-501                        | Tiên Đế Nguyên Vũ 471-501                        | Tiên Đế Nguyên Vũ 471-501                        | Tiên Đế Nguyên Vũ 471-501                        | Tiên Đế Nguyên Vũ 471-501                        | Tiên Đế Nguyên Vũ 471-501                        |  |  | Văn Mục Đế Nguyên Hiệp 473-508                      | Văn Mục Đế Nguyên Hiệp 473-508                      | Văn Mục Đế Nguyên Hiệp 473-508                      | Văn Mục Đế Nguyên Hiệp 473-508                      | Văn Mục Đế Nguyên Hiệp 473-508                      | Văn Mục Đế Nguyên Hiệp 473-508                      |                                               |                                               | Chương Vũ Trang Vũ vương Nguyên Dung ?-526    | Chương Vũ Trang Vũ vương Nguyên Dung ?-526    | Chương Vũ Trang Vũ vương Nguyên Dung ?-526 | Chương Vũ Trang Vũ vương Nguyên Dung ?-526 | Chương Vũ Trang Vũ vương Nguyên Dung ?-526 | Chương Vũ Trang Vũ vương Nguyên Dung ?-526 |  |  | (12)Trường Quảng vương Nguyên Diệp ?-530-531-532 | (12)Trường Quảng vương Nguyên Diệp ?-530-531-532 | (12)Trường Quảng vương Nguyên Diệp ?-530-531-532 | (12)Trường Quảng vương Nguyên Diệp ?-530-531-532 | (12)Trường Quảng vương Nguyên Diệp ?-530-531-532 | (12)Trường Quảng vương Nguyên Diệp ?-530-531-532 |  |  |  |  |  |  |  |  |  |  |  |  |  |  |  |  |  |  |  |  |
|                                                 |                                                 |                                                 |                                                 |                                                 |                                                 |                             |                             |                                               |                                               |                                               |                                               |                                               |                                               |  |  |                                                  |                                                  |                                                  |                                                  |                                                  |                                                  |  |  |                                              |                                              |                                              |                                              |                                              |                                              |  |  |                                                    |                                                    |                                                    |                                                    |                                                    |                                                    |  |  |                                                             |                                                             |                                                             |                                                             |                                                             |                                                             |  |  |                                                  |                                                  |                                                  |                                                  |                                                  |                                                  |  |  |                                                     |                                                     |                                                     |                                                     |                                                     |                                                     |                                               |                                               |                                               |                                               |                                            |                                            |                                            |                                            |  |  |                                                  |                                                  |                                                  |                                                  |                                                  |                                                  |  |  |  |  |  |  |  |  |  |  |  |  |  |  |  |  |  |  |  |  |
| (8)Bắc Ngụy Tuyên Vũ Đế Nguyên Khác 483-499-515 | (8)Bắc Ngụy Tuyên Vũ Đế Nguyên Khác 483-499-515 | (8)Bắc Ngụy Tuyên Vũ Đế Nguyên Khác 483-499-515 | (8)Bắc Ngụy Tuyên Vũ Đế Nguyên Khác 483-499-515 | (8)Bắc Ngụy Tuyên Vũ Đế Nguyên Khác 483-499-515 | (8)Bắc Ngụy Tuyên Vũ Đế Nguyên Khác 483-499-515 |                             |                             | Vũ Mục Đế Nguyên Hoài 488-517                 | Vũ Mục Đế Nguyên Hoài 488-517                 | Vũ Mục Đế Nguyên Hoài 488-517                 | Vũ Mục Đế Nguyên Hoài 488-517                 | Vũ Mục Đế Nguyên Hoài 488-517                 | Vũ Mục Đế Nguyên Hoài 488-517                 |  |  | Văn Cảnh Đế Nguyên Du 488-508                    | Văn Cảnh Đế Nguyên Du 488-508                    | Văn Cảnh Đế Nguyên Du 488-508                    | Văn Cảnh Đế Nguyên Du 488-508                    | Văn Cảnh Đế Nguyên Du 488-508                    | Văn Cảnh Đế Nguyên Du 488-508                    |  |  |                                              |                                              |                                              |                                              |                                              |                                              |  |  |                                                    |                                                    |                                                    |                                                    |                                                    |                                                    |  |  | Thanh Hà Văn Hiến vương Nguyên Dịch 487-520                 | Thanh Hà Văn Hiến vương Nguyên Dịch 487-520                 | Thanh Hà Văn Hiến vương Nguyên Dịch 487-520                 | Thanh Hà Văn Hiến vương Nguyên Dịch 487-520                 | Thanh Hà Văn Hiến vương Nguyên Dịch 487-520                 | Thanh Hà Văn Hiến vương Nguyên Dịch 487-520                 |  |  | (13)Bắc Ngụy Tiết Mẫn Đế Nguyên Cung 498-531-532 | (13)Bắc Ngụy Tiết Mẫn Đế Nguyên Cung 498-531-532 | (13)Bắc Ngụy Tiết Mẫn Đế Nguyên Cung 498-531-532 | (13)Bắc Ngụy Tiết Mẫn Đế Nguyên Cung 498-531-532 | (13)Bắc Ngụy Tiết Mẫn Đế Nguyên Cung 498-531-532 | (13)Bắc Ngụy Tiết Mẫn Đế Nguyên Cung 498-531-532 |  |  | (11)Bắc Ngụy Hiếu Trang Đế Nguyên Tử Du 507-528-530 | (11)Bắc Ngụy Hiếu Trang Đế Nguyên Tử Du 507-528-530 | (11)Bắc Ngụy Hiếu Trang Đế Nguyên Tử Du 507-528-530 | (11)Bắc Ngụy Hiếu Trang Đế Nguyên Tử Du 507-528-530 | (11)Bắc Ngụy Hiếu Trang Đế Nguyên Tử Du 507-528-530 | (11)Bắc Ngụy Hiếu Trang Đế Nguyên Tử Du 507-528-530 |                                               |                                               | (14)An Định vương Nguyên Lãng 513-531-532     | (14)An Định vương Nguyên Lãng 513-531-532     | (14)An Định vương Nguyên Lãng 513-531-532  | (14)An Định vương Nguyên Lãng 513-531-532  | (14)An Định vương Nguyên Lãng 513-531-532  | (14)An Định vương Nguyên Lãng 513-531-532  |  |  |                                                  |                                                  |                                                  |                                                  |                                                  |                                                  |  |  |  |  |  |  |  |  |  |  |  |  |  |  |  |  |  |  |  |  |
| (8)Bắc Ngụy Tuyên Vũ Đế Nguyên Khác 483-499-515 | (8)Bắc Ngụy Tuyên Vũ Đế Nguyên Khác 483-499-515 | (8)Bắc Ngụy Tuyên Vũ Đế Nguyên Khác 483-499-515 | (8)Bắc Ngụy Tuyên Vũ Đế Nguyên Khác 483-499-515 | (8)Bắc Ngụy Tuyên Vũ Đế Nguyên Khác 483-499-515 | (8)Bắc Ngụy Tuyên Vũ Đế Nguyên Khác 483-499-515 |                             |                             | Vũ Mục Đế Nguyên Hoài 488-517                 | Vũ Mục Đế Nguyên Hoài 488-517                 | Vũ Mục Đế Nguyên Hoài 488-517                 | Vũ Mục Đế Nguyên Hoài 488-517                 | Vũ Mục Đế Nguyên Hoài 488-517                 | Vũ Mục Đế Nguyên Hoài 488-517                 |  |  | Văn Cảnh Đế Nguyên Du 488-508                    | Văn Cảnh Đế Nguyên Du 488-508                    | Văn Cảnh Đế Nguyên Du 488-508                    | Văn Cảnh Đế Nguyên Du 488-508                    | Văn Cảnh Đế Nguyên Du 488-508                    | Văn Cảnh Đế Nguyên Du 488-508                    |  |  |                                              |                                              |                                              |                                              |                                              |                                              |  |  |                                                    |                                                    |                                                    |                                                    |                                                    |                                                    |  |  | Thanh Hà Văn Hiến vương Nguyên Dịch 487-520                 | Thanh Hà Văn Hiến vương Nguyên Dịch 487-520                 | Thanh Hà Văn Hiến vương Nguyên Dịch 487-520                 | Thanh Hà Văn Hiến vương Nguyên Dịch 487-520                 | Thanh Hà Văn Hiến vương Nguyên Dịch 487-520                 | Thanh Hà Văn Hiến vương Nguyên Dịch 487-520                 |  |  | (13)Bắc Ngụy Tiết Mẫn Đế Nguyên Cung 498-531-532 | (13)Bắc Ngụy Tiết Mẫn Đế Nguyên Cung 498-531-532 | (13)Bắc Ngụy Tiết Mẫn Đế Nguyên Cung 498-531-532 | (13)Bắc Ngụy Tiết Mẫn Đế Nguyên Cung 498-531-532 | (13)Bắc Ngụy Tiết Mẫn Đế Nguyên Cung 498-531-532 | (13)Bắc Ngụy Tiết Mẫn Đế Nguyên Cung 498-531-532 |  |  | (11)Bắc Ngụy Hiếu Trang Đế Nguyên Tử Du 507-528-530 | (11)Bắc Ngụy Hiếu Trang Đế Nguyên Tử Du 507-528-530 | (11)Bắc Ngụy Hiếu Trang Đế Nguyên Tử Du 507-528-530 | (11)Bắc Ngụy Hiếu Trang Đế Nguyên Tử Du 507-528-530 | (11)Bắc Ngụy Hiếu Trang Đế Nguyên Tử Du 507-528-530 | (11)Bắc Ngụy Hiếu Trang Đế Nguyên Tử Du 507-528-530 |                                               |                                               | (14)An Định vương Nguyên Lãng 513-531-532     | (14)An Định vương Nguyên Lãng 513-531-532     | (14)An Định vương Nguyên Lãng 513-531-532  | (14)An Định vương Nguyên Lãng 513-531-532  | (14)An Định vương Nguyên Lãng 513-531-532  | (14)An Định vương Nguyên Lãng 513-531-532  |  |  |                                                  |                                                  |                                                  |                                                  |                                                  |                                                  |  |  |  |  |  |  |  |  |  |  |  |  |  |  |  |  |  |  |  |  |
|                                                 |                                                 |                                                 |                                                 |                                                 |                                                 |                             |                             |                                               |                                               |                                               |                                               |                                               |                                               |  |  |                                                  |                                                  |                                                  |                                                  |                                                  |                                                  |  |  |                                              |                                              |                                              |                                              |                                              |                                              |  |  |                                                    |                                                    |                                                    |                                                    |                                                    |                                                    |  |  |                                                             |                                                             |                                                             |                                                             |                                                             |                                                             |  |  |                                                  |                                                  |                                                  |                                                  |                                                  |                                                  |  |  |                                                     |                                                     |                                                     |                                                     |                                                     |                                                     |                                               |                                               |                                               |                                               |                                            |                                            |                                            |                                            |  |  |                                                  |                                                  |                                                  |                                                  |                                                  |                                                  |  |  |  |  |  |  |  |  |  |  |  |  |  |  |  |  |  |  |  |  |
|                                                 |                                                 |                                                 |                                                 |                                                 |                                                 |                             |                             |                                               |                                               |                                               |                                               |                                               |                                               |  |  |                                                  |                                                  |                                                  |                                                  |                                                  |                                                  |  |  | Tây Ngụy                                     |                                              |                                              |                                              |                                              |                                              |  |  |                                                    |                                                    |                                                    |                                                    |                                                    |                                                    |  |  |                                                             |                                                             |                                                             |                                                             |                                                             |                                                             |  |  |                                                  |                                                  |                                                  |                                                  |                                                  |                                                  |  |  |                                                     |                                                     |                                                     |                                                     |                                                     |                                                     |                                               |                                               |                                               |                                               |                                            |                                            |                                            |                                            |  |  |                                                  |                                                  |                                                  |                                                  |                                                  |                                                  |  |  |  |  |  |  |  |  |  |  |  |  |  |  |  |  |  |  |  |  |
| (9)Bắc Ngụy Hiếu Minh Đế Nguyên Hủ 510-515-528  | (9)Bắc Ngụy Hiếu Minh Đế Nguyên Hủ 510-515-528  | (9)Bắc Ngụy Hiếu Minh Đế Nguyên Hủ 510-515-528  | (9)Bắc Ngụy Hiếu Minh Đế Nguyên Hủ 510-515-528  | (9)Bắc Ngụy Hiếu Minh Đế Nguyên Hủ 510-515-528  | (9)Bắc Ngụy Hiếu Minh Đế Nguyên Hủ 510-515-528  |                             |                             | (15)Bắc Ngụy Hiếu Vũ Đế Nguyên Tu 510-532-534 | (15)Bắc Ngụy Hiếu Vũ Đế Nguyên Tu 510-532-534 | (15)Bắc Ngụy Hiếu Vũ Đế Nguyên Tu 510-532-534 | (15)Bắc Ngụy Hiếu Vũ Đế Nguyên Tu 510-532-534 | (15)Bắc Ngụy Hiếu Vũ Đế Nguyên Tu 510-532-534 | (15)Bắc Ngụy Hiếu Vũ Đế Nguyên Tu 510-532-534 |  |  | Lâm Thao vương Nguyên Bảo Huy ?-?                | Lâm Thao vương Nguyên Bảo Huy ?-?                | Lâm Thao vương Nguyên Bảo Huy ?-?                | Lâm Thao vương Nguyên Bảo Huy ?-?                | Lâm Thao vương Nguyên Bảo Huy ?-?                | Lâm Thao vương Nguyên Bảo Huy ?-?                |  |  | (1)Tây Ngụy Văn Đế Nguyên Bảo Cự 507-535-551 | (1)Tây Ngụy Văn Đế Nguyên Bảo Cự 507-535-551 | (1)Tây Ngụy Văn Đế Nguyên Bảo Cự 507-535-551 | (1)Tây Ngụy Văn Đế Nguyên Bảo Cự 507-535-551 | (1)Tây Ngụy Văn Đế Nguyên Bảo Cự 507-535-551 | (1)Tây Ngụy Văn Đế Nguyên Bảo Cự 507-535-551 |  |  |                                                    |                                                    |                                                    |                                                    |                                                    |                                                    |  |  | Thanh Hà Văn Tuyên vương Nguyên Đản ?-537                   | Thanh Hà Văn Tuyên vương Nguyên Đản ?-537                   | Thanh Hà Văn Tuyên vương Nguyên Đản ?-537                   | Thanh Hà Văn Tuyên vương Nguyên Đản ?-537                   | Thanh Hà Văn Tuyên vương Nguyên Đản ?-537                   | Thanh Hà Văn Tuyên vương Nguyên Đản ?-537                   |  |  |                                                  |                                                  |                                                  |                                                  |                                                  |                                                  |  |  |                                                     |                                                     |                                                     |                                                     |                                                     |                                                     |                                               |                                               |                                               |                                               |                                            |                                            |                                            |                                            |  |  |                                                  |                                                  |                                                  |                                                  |                                                  |                                                  |  |  |  |  |  |  |  |  |  |  |  |  |  |  |  |  |  |  |  |  |
| (9)Bắc Ngụy Hiếu Minh Đế Nguyên Hủ 510-515-528  | (9)Bắc Ngụy Hiếu Minh Đế Nguyên Hủ 510-515-528  | (9)Bắc Ngụy Hiếu Minh Đế Nguyên Hủ 510-515-528  | (9)Bắc Ngụy Hiếu Minh Đế Nguyên Hủ 510-515-528  | (9)Bắc Ngụy Hiếu Minh Đế Nguyên Hủ 510-515-528  | (9)Bắc Ngụy Hiếu Minh Đế Nguyên Hủ 510-515-528  |                             |                             | (15)Bắc Ngụy Hiếu Vũ Đế Nguyên Tu 510-532-534 | (15)Bắc Ngụy Hiếu Vũ Đế Nguyên Tu 510-532-534 | (15)Bắc Ngụy Hiếu Vũ Đế Nguyên Tu 510-532-534 | (15)Bắc Ngụy Hiếu Vũ Đế Nguyên Tu 510-532-534 | (15)Bắc Ngụy Hiếu Vũ Đế Nguyên Tu 510-532-534 | (15)Bắc Ngụy Hiếu Vũ Đế Nguyên Tu 510-532-534 |  |  | Lâm Thao vương Nguyên Bảo Huy ?-?                | Lâm Thao vương Nguyên Bảo Huy ?-?                | Lâm Thao vương Nguyên Bảo Huy ?-?                | Lâm Thao vương Nguyên Bảo Huy ?-?                | Lâm Thao vương Nguyên Bảo Huy ?-?                | Lâm Thao vương Nguyên Bảo Huy ?-?                |  |  | (1)Tây Ngụy Văn Đế Nguyên Bảo Cự 507-535-551 | (1)Tây Ngụy Văn Đế Nguyên Bảo Cự 507-535-551 | (1)Tây Ngụy Văn Đế Nguyên Bảo Cự 507-535-551 | (1)Tây Ngụy Văn Đế Nguyên Bảo Cự 507-535-551 | (1)Tây Ngụy Văn Đế Nguyên Bảo Cự 507-535-551 | (1)Tây Ngụy Văn Đế Nguyên Bảo Cự 507-535-551 |  |  |                                                    |                                                    |                                                    |                                                    |                                                    |                                                    |  |  | Thanh Hà Văn Tuyên vương Nguyên Đản ?-537                   | Thanh Hà Văn Tuyên vương Nguyên Đản ?-537                   | Thanh Hà Văn Tuyên vương Nguyên Đản ?-537                   | Thanh Hà Văn Tuyên vương Nguyên Đản ?-537                   | Thanh Hà Văn Tuyên vương Nguyên Đản ?-537                   | Thanh Hà Văn Tuyên vương Nguyên Đản ?-537                   |  |  |                                                  |                                                  |                                                  |                                                  |                                                  |                                                  |  |  |                                                     |                                                     |                                                     |                                                     |                                                     |                                                     |                                               |                                               |                                               |                                               |                                            |                                            |                                            |                                            |  |  |                                                  |                                                  |                                                  |                                                  |                                                  |                                                  |  |  |  |  |  |  |  |  |  |  |  |  |  |  |  |  |  |  |  |  |
|                                                 |                                                 |                                                 |                                                 |                                                 |                                                 |                             |                             |                                               |                                               |                                               |                                               |                                               |                                               |  |  |                                                  |                                                  |                                                  |                                                  |                                                  |                                                  |  |  |                                              |                                              |                                              |                                              |                                              |                                              |  |  |                                                    |                                                    |                                                    |                                                    |                                                    |                                                    |  |  |                                                             |                                                             |                                                             |                                                             |                                                             |                                                             |  |  |                                                  |                                                  |                                                  |                                                  |                                                  |                                                  |  |  |                                                     |                                                     |                                                     |                                                     |                                                     |                                                     |                                               |                                               |                                               |                                               |                                            |                                            |                                            |                                            |  |  |                                                  |                                                  |                                                  |                                                  |                                                  |                                                  |  |  |  |  |  |  |  |  |  |  |  |  |  |  |  |  |  |  |  |  |
|                                                 |                                                 |                                                 |                                                 |                                                 |                                                 |                             |                             |                                               |                                               |                                               |                                               |                                               |                                               |  |  |                                                  |                                                  |                                                  |                                                  |                                                  |                                                  |  |  |                                              |                                              |                                              |                                              |                                              |                                              |  |  |                                                    |                                                    |                                                    |                                                    |                                                    |                                                    |  |  | Đông Ngụy                                                   |                                                             |                                                             |                                                             |                                                             |                                                             |  |  |                                                  |                                                  |                                                  |                                                  |                                                  |                                                  |  |  |                                                     |                                                     |                                                     |                                                     |                                                     |                                                     |                                               |                                               |                                               |                                               |                                            |                                            |                                            |                                            |  |  |                                                  |                                                  |                                                  |                                                  |                                                  |                                                  |  |  |  |  |  |  |  |  |  |  |  |  |  |  |  |  |  |  |  |  |
| Tuyên Đế Nguyên thị 528-?                       | Tuyên Đế Nguyên thị 528-?                       | Tuyên Đế Nguyên thị 528-?                       | Tuyên Đế Nguyên thị 528-?                       | Tuyên Đế Nguyên thị 528-?                       | Tuyên Đế Nguyên thị 528-?                       |                             |                             |                                               |                                               |                                               |                                               |                                               |                                               |  |  | (10)Bắc Ngụy Ấu Chủ 526-528                      | (10)Bắc Ngụy Ấu Chủ 526-528                      | (10)Bắc Ngụy Ấu Chủ 526-528                      | (10)Bắc Ngụy Ấu Chủ 526-528                      | (10)Bắc Ngụy Ấu Chủ 526-528                      | (10)Bắc Ngụy Ấu Chủ 526-528                      |  |  | (2)Tây Ngụy Phế Đế Nguyên Khâm 525-551-554   | (2)Tây Ngụy Phế Đế Nguyên Khâm 525-551-554   | (2)Tây Ngụy Phế Đế Nguyên Khâm 525-551-554   | (2)Tây Ngụy Phế Đế Nguyên Khâm 525-551-554   | (2)Tây Ngụy Phế Đế Nguyên Khâm 525-551-554   | (2)Tây Ngụy Phế Đế Nguyên Khâm 525-551-554   |  |  | (3)Tây Ngụy Cung Đế Nguyên Khuếch 537-554-557      | (3)Tây Ngụy Cung Đế Nguyên Khuếch 537-554-557      | (3)Tây Ngụy Cung Đế Nguyên Khuếch 537-554-557      | (3)Tây Ngụy Cung Đế Nguyên Khuếch 537-554-557      | (3)Tây Ngụy Cung Đế Nguyên Khuếch 537-554-557      | (3)Tây Ngụy Cung Đế Nguyên Khuếch 537-554-557      |  |  | (1)Đông Ngụy Hiếu Tĩnh Đế Nguyên Thiện Kiến 524-534-550-551 | (1)Đông Ngụy Hiếu Tĩnh Đế Nguyên Thiện Kiến 524-534-550-551 | (1)Đông Ngụy Hiếu Tĩnh Đế Nguyên Thiện Kiến 524-534-550-551 | (1)Đông Ngụy Hiếu Tĩnh Đế Nguyên Thiện Kiến 524-534-550-551 | (1)Đông Ngụy Hiếu Tĩnh Đế Nguyên Thiện Kiến 524-534-550-551 | (1)Đông Ngụy Hiếu Tĩnh Đế Nguyên Thiện Kiến 524-534-550-551 |  |  |                                                  |                                                  |                                                  |                                                  |                                                  |                                                  |  |  |                                                     |                                                     |                                                     |                                                     |                                                     |                                                     |                                               |                                               |                                               |                                               |                                            |                                            |                                            |                                            |  |  |                                                  |                                                  |                                                  |                                                  |                                                  |                                                  |  |  |  |  |  |  |  |  |  |  |  |  |  |  |  |  |  |  |  |  |